# História da Catalunha

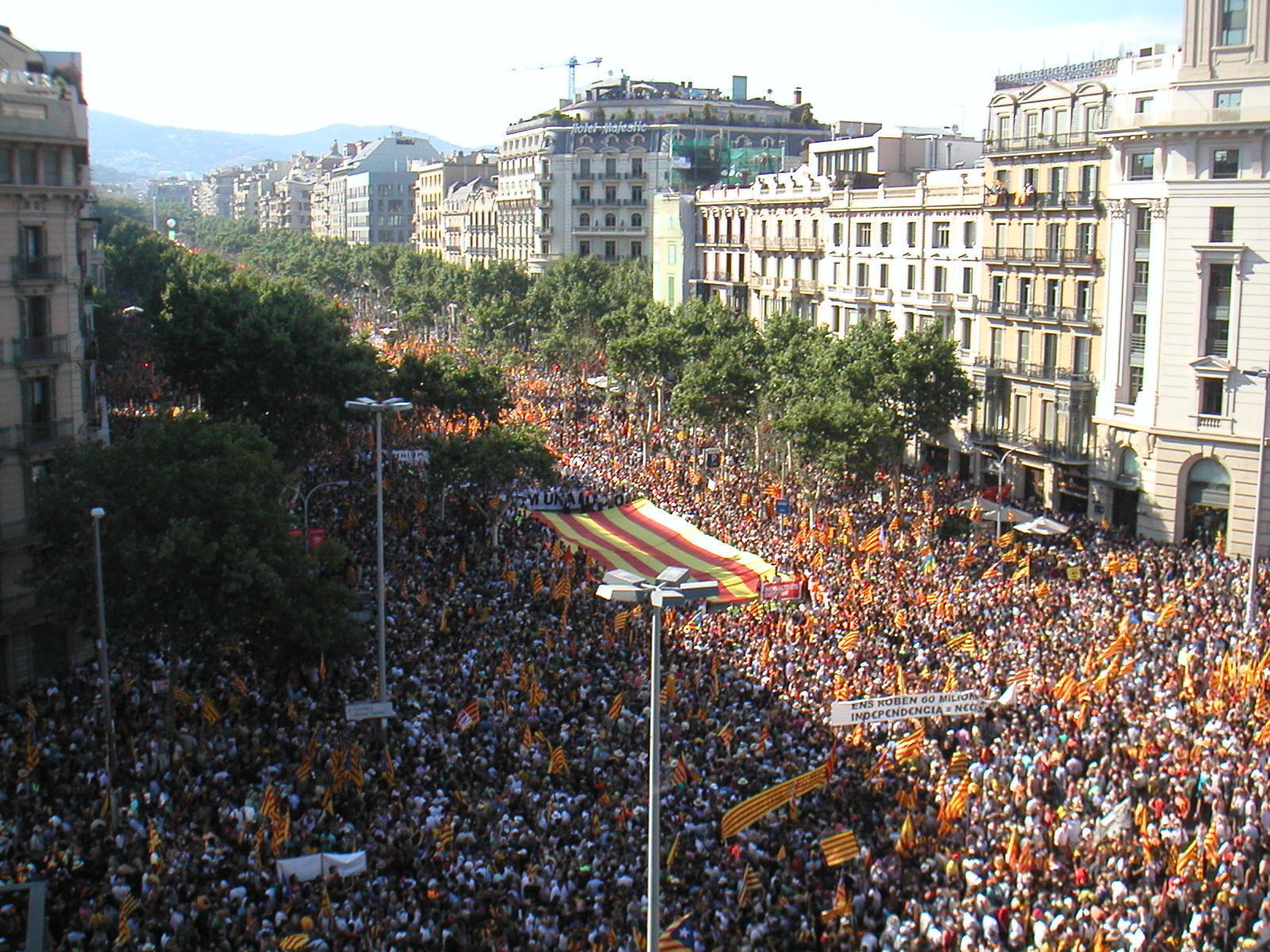
Catalães saem à rua no dia 11 de setembro de 2010 para reclamar independência: "somos uma nação, nós decidimos"

A história da Catalunha relata e procura compreender os eventos e circunstâncias da comunidade autónoma e nacionalidade da Espanha homónima, localizada na extremidade oriental da Península Ibérica. formada inicialmente a partir de municípios que formaram a Marca de fronteira do Império Carolíngio e da extensão e completando unidade foi durante toda a Idade Média. Após a união dinástica do Condado de Barcelona e do reino de Aragão, no século XII, os territórios catalães faziam parte integrante da Coroa de Aragão, alcançando o Principado da Catalunha um marítima notável e domínio comercial no final do período medieval. Atualmente, a palavra é comumente usada para se referir tanto à Catalunha da comunidade autônoma de mesmo nome, localizada na Espanha, como dentro do contexto de Países Catalães, um conceito político que engloba a Catalunha com outros territórios de cultura catalã.

## Origens

### Idade da Pedra

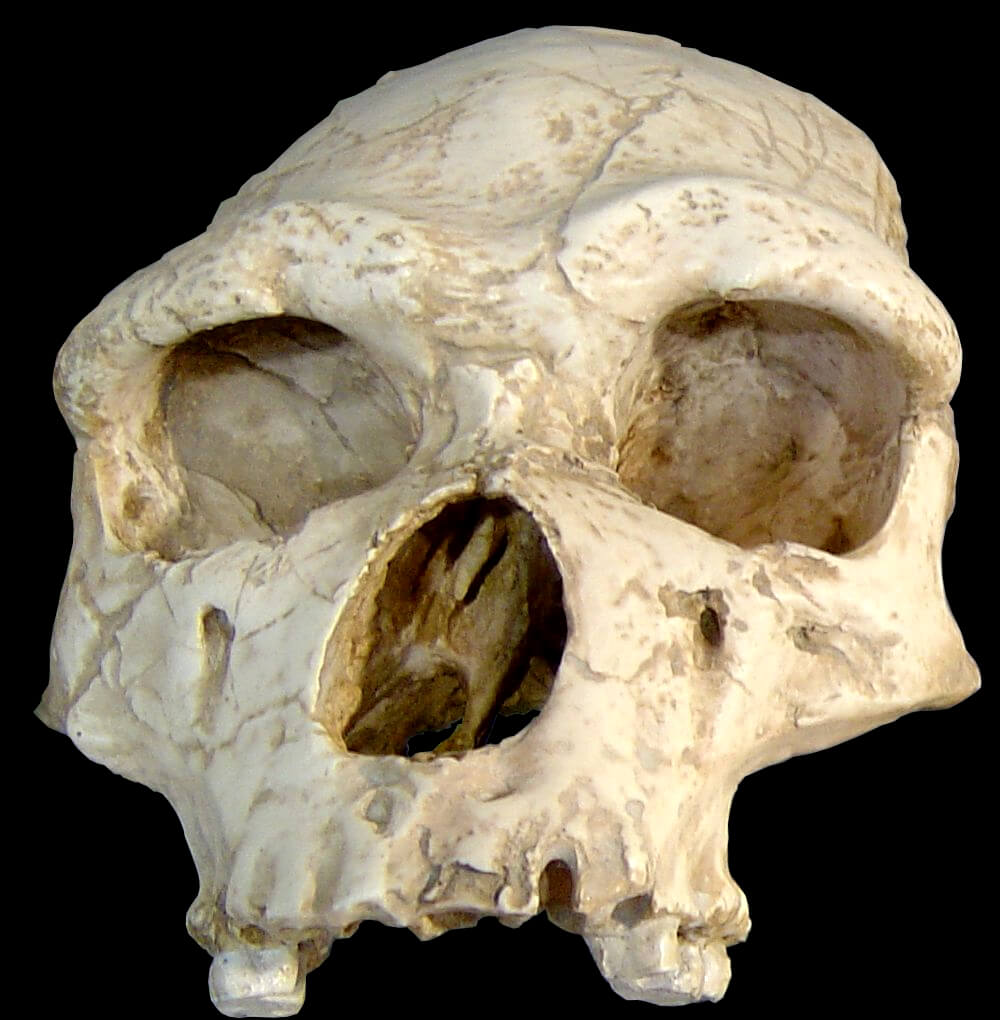
Cráneao do Homem de Talteüll.

Foram encontrados na Catalunha Norte um conjunto de fósseis de hominídeos de há 450.000 anos. Constituem o ponto de partida da história da Catalunha. Situados no Rosilhão, atualmente na França, o Museu do Homem de Talteüll, nome com que se conhece o primeiro género homo aparecido na Catalunha, é um dos mais importantes da Europa, pois os fósseis expostos são um dos mais velhos conhecidos. Foi encontrado pelo arqueólogo Henry de Lumley que resolveu começar a pesquisar a zona em 1964. A partir desse momento foram-se descobrindo fósseis de homens de Neanderthal, alguns dos quais têm apresentado grande debate. Por exemplo, foi difícil para os arqueólogos estabelecer o verdadeiro género do Homem de Talteüll. O debate está por volta de considerá-lo Homo Heidelbergensis, Homo Erectures ou Homo Neanderthal. Paralelamente também se encontrou uma mandíbula de um hominídeo em Banyoles e vários utensílios líticos, datados de 70.000 a 39.000 anos, no Abrigo Rochoso de Capelles, certificando desta maneira a presença importante de Homo Neandertais na Catalunha, assim como a utilização do território como zona de passagem para a Península Ibérica. Outras pesquisas realizadas em Serinyà-l’Arbreda, Puig d’en Roca, Pla de l’Estany, etc. deram resultados menos frutíferos mas importantes no seu conjunto. Por exemplo, encontraram-se restos de ossos de Mamutes recentemente no sul da Catalunha.
Existem amostras de pinturas rupestres em Ull de Cona, declaradas junto das pinturas rupestres do Terme de Montblanc, património material de humanidade pela UNESCO no ano 1998. As Pinturas Rupetres de Ull de Cona são na realidade 13 abrigos rochosos onde se encontrou cerca de 400 figuras desenhadas com temática de caça. As Pinturas do Terme de Montblanc, por sua vez, são um conjunto de 11 elementos pictóricos, também com a caça como figuras temáticas. Existem, também, outros abrigos rochosos, porém, sem pinturas rupestres, no resto dos Países Catalães, como no caso da Andorra: la Balma de la Margineda, um abrigo que serviu de proteção para caçadores-coletores durante as épocas de verão principalmente.
O Neolítico catalão espalhou a agricultura por toda a Catalunha e com isso a indústria de minaria foi-se incorporando progressivamente nos primeiros povos neolíticos. Em Can Tintorer foram encontrados vários restos que demonstram uma mutação do modo de vida nômade para sedentário, mas também uma presença importante desta indústria. No mesmo sítio encontraram-se restos que veem provar a crença nalguma religião primitiva por parte dos primeiros povos. Destaca-se a Deusa de Gavà (em catalão, Deesa de Gavà), uma figura de Vênus, típica do período, encontrada em Can Tintorer. Por outra parte, existem megalíticos médios espanholados por toda a Catalunha. Os mais destacados são o da Cova d'en Daina, Creu d'en Cobertella o na Costa dels Garrics.

### A cultura Ibérica

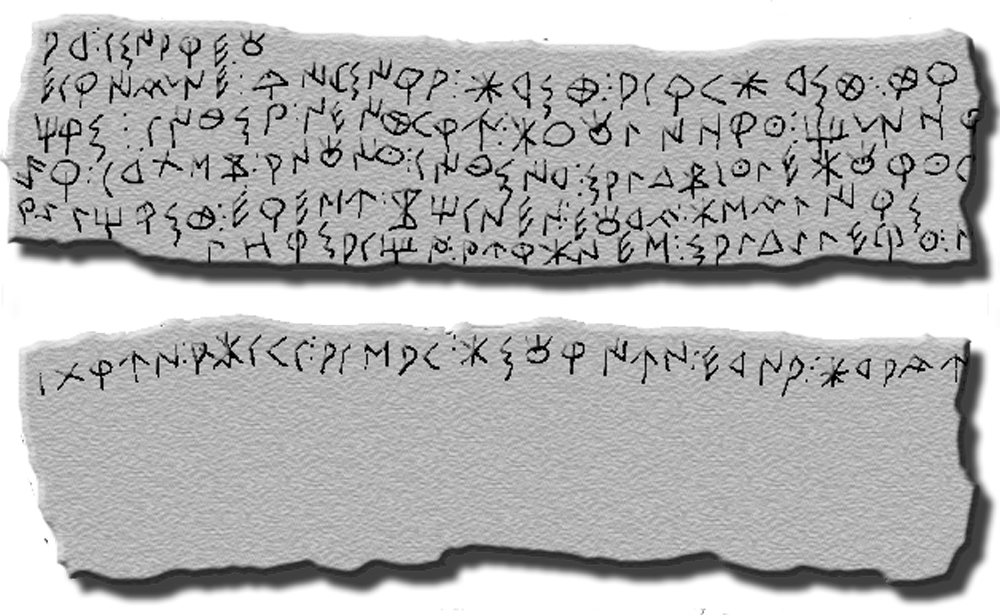
Alfabeto ibero encontrado em Ullastret (Baix Empordà).

Durante a Idade do Bronze a cultura dos campos de incineração, uma prática vinda da Europa Central, assim como a aparição do bronze permitem o desenvolvimento dos primeiros povos, ofícios, certa organização hierárquica e, sobretudo, uma primeira amostra de povoamento urbanizado. Exemplo disso a grande quantidade de objetos e outros elementos encontrados no Llavorsí (Pallars Sobirà, Catalunha) e no Barranc de Gàfols (no Baix Ebre). Também durante o Bronze chegam às primeiras migrações, neste caso, celta que aportam novos materiais.
No entanto, a migração mais importante e evento mais destacado durante as idades do Bronze e do Ferro foi a chegada dos gregos e fenícios à Península Ibérica. No século VI a.C. várias embarcações trouxeram para a Catalunha o comércio e, com elas, uma transformação do modo de vida local. Gregos e fenícios pretendiam estabelecer colónias na Península. No caso da região nordeste da península e ilhas próximas, estabeleceram uma colónia nas Ilhas Baleares (Ebusim, hoje Ibiza) e outra na Catalunha, Emporium (Empúries, na atualidade). A primeira foi estabelecida pelos fenícios que a transformaram no porto de Ebusim. Pretendiam ter certo controlo sobre o Mediterrâneo, o que trouxe produtos do sul da península Itálica e do Norte da África para a região da atual Catalunha. Empúries, construída por volta de 575 a.C. a 550 a.C., transformou-se num grande porto aberto ao mediterrâneo.
A presença de gregos e fenícios deu origem à chamada cultura ibérica. Os iberos, nome com que romanos e gregos designavam a população local, desenvolveram uma cultura rica e avançada. Exemplo disso, a planificação urbanística das povoações, algumas com centros militares e políticos. O povo ibero introduziu a sua própria moeda e alfabeto. Também foi encontrado grande material de guerra, inspirado dos celtas. E acredita-se, devido aos restos encontrados, que o povo ibero fosse um conjunto de povos com uma certa cultura conjunta, que compartia uma religião politeísta, com deuses gregos adaptados a vida local e que praticavam o sacrifício de animais. Destaca-se o jacimento do Poblet d’Ullastret (no Baix Emportdà), descoberto pela primeira vez em 1931. Também se destaca a Dama d’Elx, uma das diferentes deusas iberas, cuja escultura (do século V) foi encontrada no País Valenciano (Países Catalães).

### Território disputado

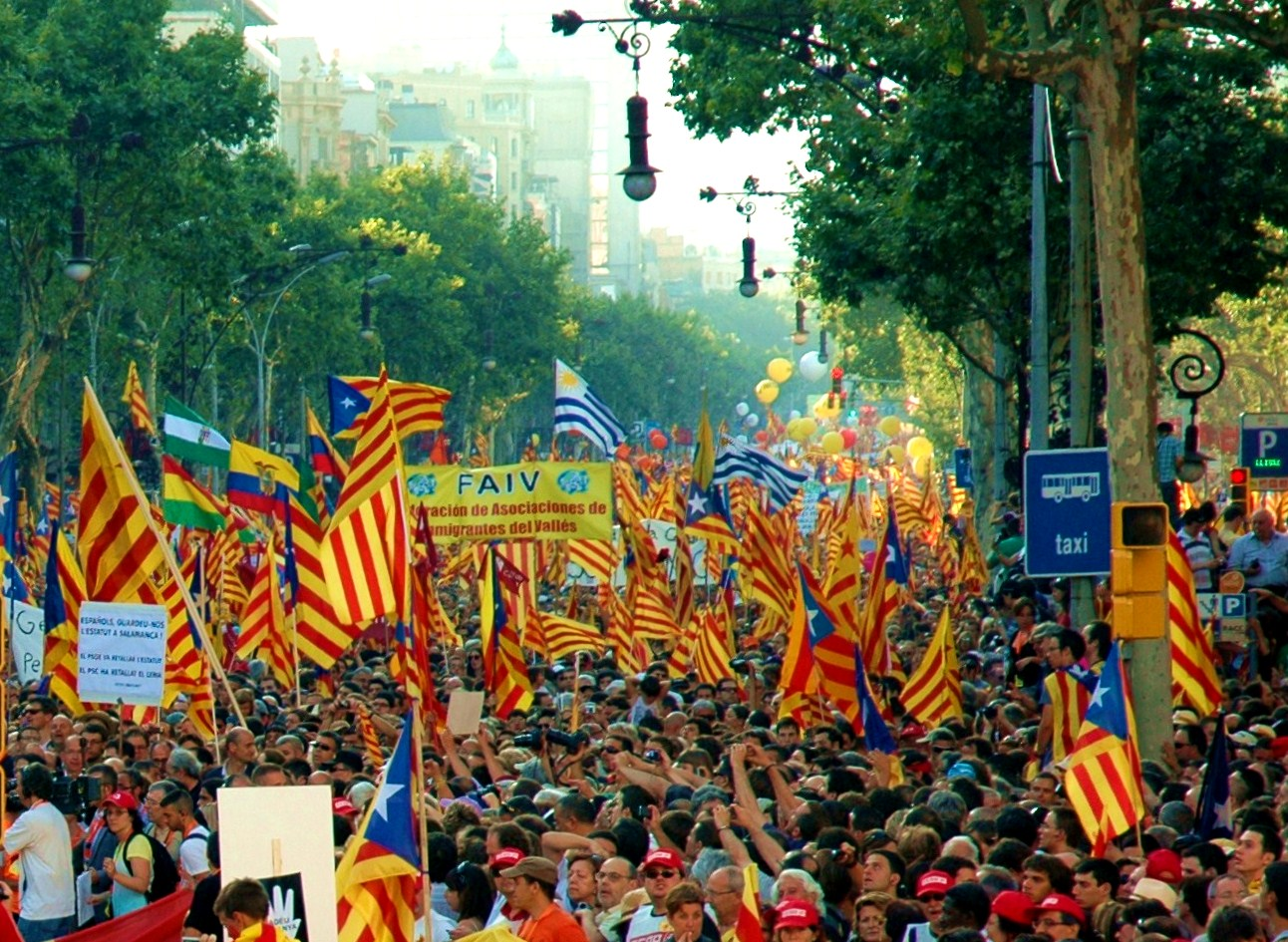
Manifestantes no Passeig de Gràcia.

O processo que levou à Catalunha ser disputada esteve marcado por grandes manifestações de milhões de cidadãos nas ruas de Barcelona a reclamar "independência". Durante cerca de sete anos a capital catalã acolheu manifestações com o lema "somos uma nação", "temos o direito a decidir". Foi justamente em torno das palavras "nação" e "direito a decidir" que se desenrolou o processo de independência da Catalunha.
O governo espanhol e partidos políticos espanhóis rejeitaram o conceito de nação para se referir à Catalunha. Mariano Rajoy, presidente da Espanha, partiu do princípio de que a questão catalã é um assunto interno espanhol e encorajou presidentes doutros países a se referir da mesma maneira sobre a Catalunha. Cerca de 20 países foram interpelados pela independência da Catalunha e pelo menos 800 jornalistas de todo o mundo se deslocaram para reportar as manifestações em Barcelona. O secretário-geral da ONU, Ban Ki-moon, opinou que "todas as questões pendentes entre países e dentro de países devem ser sempre resolvidas através de meios pacíficos e com diálogo, respeitando as aspirações genuínas dos povos" quando foi perguntado pela independência da Catalunha e da Escócia numa visita que fez 2013 ao parlamento andorrano. As sucessivas manifestações nas ruas e nas urnas expressam que o povo catalão se sente Nação.
Mariano Rajoy quis impedir através dos tribunais qualquer tipo de referendo de autodeterminação. Partiu da consideração que não se podia perguntar aos catalães sobre o seu futuro político porque a Constituição espanhola não permite tal consulta. Esta estratégia valeu-lhe críticas. David Cameron, primeiro-ministro britânico, declarou que ele próprio "poderia ter proibido o referendo mas preferi deixar falar os escoceses". O presidente espanhol passou de afirmar que o referendo de autodeterminação não era democrático a declarar que era um "fraude democrático".
O processo de independência transformou-se num exemplo para outras nações sem Estado. Foi o caso do Curdistão que foi consultado pelo seu futuro político num referendo convocado nos mesmos ítens catalães. Massoud Barzani, presidente do Curdistão iraquiano, chegou a declarar que "o Curdistão tem direito a desenhar o seu futuro, do mesmo modo que a Escócia, Catalunha e Quebec”. Cerca de 80% dos catalães era favorável a ser consultados sobre a autodeterminação.
No dia 27 de outubro de 2017 a Catalunha declarou a independência.

## Idade Antiga

### Guerras Púnicas

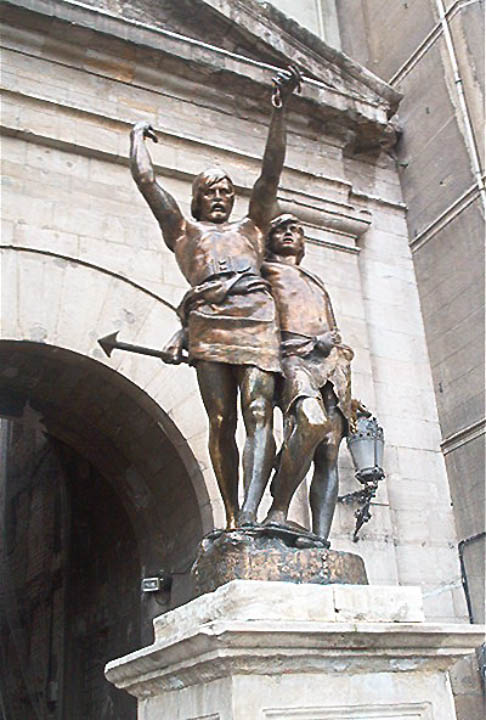
Estátua de Indíbil e Mandoni, dois guerreiros iberos que, como Viriato, terão defrontado Roma

O início da presença romana na Catalunha começa com a Segunda Guerra Púnica. As guerras púnicas foram uma série de confrontos militares que defrontaram romanos contra cartagineses pelo domínio do Mediterrâneo, derivando o conflito para a Península Ibérica. A Segunda Guerra Púnica é o mais conhecido dos confrontos bélicos acontecidos no quadro das Guerras Púnicas. A contenda acostuma datar-se desde 218 a.C., data da declaração de guerra de Roma após a destruição de Sagunto, até 201 a.C., em que Aníbal e Cipião Africano acordaram as condições da rendição de Cartago. Aníbal era um general e estadista cartaginês que se destacou lutando contra Roma durante a Segunda Guerra Púnica. O conflito começa quando Roma não respeita o tratado assinado em 226 a.C. pelo qual os romanos reconheciam o direito dos cartagineses de se estenderem até o rio Ebro. Aníbal resolve invadir a Itália passando pelos Pirenéus com o apoio de elefantes –em qualquer caso isso garantem os escritos romanos.
Há historiadores que emitem a hipótese que Aníbal terá tentado passar os Pirenéus através da Cerdanha (Catalunha). Mas o episódio é, sobretudo, destacado na Catalunha pelo desembarco em 218 aC de Cipião Africano, um general romano que pretendia derrotar Aníbal atacando a contraguarda, situada em Empúries. Estratégia que pagou, pois os vitoriosos romanos tomaram o controle do Mediterrâneo ocidental, começando a anexação da Península Ibérica.
No entanto, o processo de conquista romana não foi fácil. Em Portugal, Roma teve de defrontar Viriato, um suposto líder da tribo lusitana ibera, que liderou uma violenta resistência contra Roma na província da Lusitânia. Em Castela o povo da Numância também terá resistido a invasão romana, enquanto que na Catalunha destacam-se Indíbil e Mandoni, duas personagens que, como Viriato, terão resistido a Roma, em vão. Uma estátua foi levantada em Lleida (Catalunha) em homenagem a estes dois iberos da tribo dos ilergetos que, apesar do heroísmo com que a historiografia os retrata, morreram em 205 a.C. sem atingir o seu objetivo. Noutros territórios dos Países Catalães existem referências a esta passagem da Aníbal pelos Pirenéus. É o caso de Andorra, onde também se conta que as tribos iberas, resistiram à presença de Aníbal nos Pirenéus.

### Romanização do território catalão
A romanização da Catalunha é visível em várias áreas. Roma construiu a cidade de Tarraco (hoje Tarragona) em 218 a.C. como base logística para conquistar a Península Ibérica; Hispânia sob Roma. A partir daqui foi-se construindo uma via terrestre principal – a Via Augusta; pensada para conectar a Península Ibérica, que passou a ser uma província, com a Itália. Por ela passava comércio, língua, leis, arte, urbanização e organização territorial. Num início, em 197 aC, Roma só possuía as costas. O território estava então dividido em Hispânia Citerior e Hispânia Ulterior.
Mas após a 3ª Guerra Civil Romana, a Península já estava quase toda sob domínio romano. Em 27 aC a organização do território muda. Sob Augusto a Península passou a estar dividida em Hispânia Tarraconense, Hispânia Lusitana e Hispânia Bética. Neste contexto é que se estabeleceu temporalmente o imperador Augusto em Tarragona, que passou a ser também residência imperial. Augusto mandou desenvolver a cidade de Tarragona. Hoje as marcas da presença de Roma são bem visíveis quer seja em Tarragona como no resto da Catalunha. A Ponte del Diable (Martorell), o aqueducto das Fereres (Tarragona), o Arco de Berà (Tarragona), o fórum de la Colònia (Tarragona), o teatro de Tarragona, etc são alguns exemplos que se podem destacar. Foi também durante a presença imperial em Tarragona que se construiu a futura capital da nação catalã, Barcino: Barcelona. Outros imperadores também se destacam na Catalunha, como Trajano.

### Fim de Roma
Os sintomas da caída de Roma na Catalunha começam a visibilizar-se com o cristianismo. Perseguidos pelos imperadores, sobretudo sob Nero, a Hispânia é povoada por cristãos que procuram refúgio. Vinham na maioria dos casos do Norte da África. Mesmo assim, na Catalunha eles serão perseguidos por Deocleciano e Valeriano. O martírio de S. Fructuós, bispo de Tarragona, demonstra que na Catalunha havia perseguições. Não foi o único. Terá havido outro martírio em Girona, Sant Cugat, e em Barcelona, Santa Eulália, embora este último não tenha base sólida para ser dado como verídico. As atas de martírio encontradas em Tarragona demostram que o cristianismo conseguiu estabelecer uma organização hierárquica nas cidades catalãs. Os escritos do bispo da Seu d’Urgell, Just, e de Barcelona, Quirze, veem confirmar esta afirmação.
A entrada do cristianismo na Catalunha veio acompanhada de uma grande crise económica que foi, juntamente à política, a que levou o império ao seu fim. Na Catalunha a cidade de Barcino, futura Barcelona, terá tomado mais importância dentro deste contexto. Barcelona erigiu-se como um ponto estratégico. Por exemplo, Máximo Tirano, mais conhecido em português como Máximo de Hispânia, se autoproclamou imperador. Roma mantou construir fortificações nas vilas fronteiriças com montanhas ou outras zonas que pudessem constituir uma barreira natural. Mas isso não impediu o chefe dos visigodos Ataulfo estabelecer-se em Barcelona em 415 e desestabilizar o império. Roma tentou um pacto de paz com o chefe visigodo. Os visigodos consentiam não atacar a Itália em troca de poder estabelecer-se no império. Um matrimônio arranjado foi proposto. Ataulfo casou com Gala Placídia, imperatriz-consorte romana do Ocidente, esposa do imperador Constâncio III.
Mas a expulsão dos visigodos pelos Francos no norte da França atual obrigou estes primeiros a estabelecer-se definitivamente na Península Ibérica onde Toledo foi proclamada capital. Recaredo I, rei visigodo, se terá convertido ao cristianismo e, com isso, convertido também o reino dos Visigodos. Os suevos serão, por sua vez, expulsados pelos visigodos, até estes serem expulsos pelos muçulmanos em 711.

## Idade Média

### Alta Idade Média

#### Catalunha Velha e Nova
Em 711, um exército omíada de convertidos ao islão liderados por Tárique, desembarcou em Gibraltar após conquistar o norte de África. Aproveitando-se das lutas internas que dividiam os visigodos, venceram a batalha de Guadalete contra o rei visigodo Rodrigo. Rapidamente avançaram até Saragoça, beneficiando do povoamento disperso para conquistar quase toda a Península. Ao território ocupado como província do Califado Omíada chamavam Alandalus. A historiografia catalã usa as expressões "Catalunha Velha" e "Catalunha Nova" para designar o cenário após a caída do reino Visigodo. A Catalunha Nova é aquela está sob domínio muçulmano, enquanto que a Catalunha Velha é aquela que está sob cristianismo. Enquanto que a sul os muçulmanos tinham conquistado quase toda a Península, a norte os francos estavam em processo de conquista dos reinos bárbaros. O termo “nova” é encunhado para referir a parte do território da Catalunha que os francos desejavam conquistar, mas que se encontrava sob domínio árabe.
As populações em território catalão sob domínio árabe puderam permanecer nas suas terras mediante pagamento. Os seus hábitos, cristãos e judeus foram tolerados. Apesar de arabizados, os moçárabes mantiveram um contínuo de dialetos românicos -a língua moçárabe- e rituais cristãos. Os novos ocupantes desenvolveram a agricultura, melhorando os sistemas de rega romanos, etc.
Em 756, Abderramão I, resistindo ao domínio abássida, fundou no Alandalus um emirado independente que se tornou o florescente Califado de Córdova. A sua economia assentava no comércio, na agricultura e na indústria artesanal muito desenvolvidos. A capital, Córdova, foi durante o século X uma das maiores cidades do mundo e um centro financeiro, cultural, artístico e comercial com bibliotecas, universidade, uma escola de medicina e de tradutores de grego e hebraico para o árabe.
Em 1035, por causa das lutas internas e da pressão dos reinos cristãos a norte, nomeadamente o reino dos francos, o Califato de Córdova desmembra-se em pequenos núcleos separados: os taifas. Neste contexto é que se formam os Condados Catalães e que os reinos cristãos do norte caminham progressivamente para a chamada Reconquista do sul.

#### Formação dos Condados Catalães
Em 718, Carlos Martel, Mordomo do Palácio durante a Dinastia Merovíngia, inicia um período de conquistas. Com o apoio da Igreja, expande-se sobre os eslavos, os lombardos e os saxos, e tenta submeter os muçulmanos. Esta política expansiva necessitou da criação de marcas militares. A Catalunha Velha, chamada também Marca Hispânica, era mais uma dentro das diferentes marcas existentes e tinha por objetivo defender o reino franco das incursões árabes. Em 800, ano de coroamento de Carlos Magno como Imperador pelo Papado, uma assembleia em Toulouse resolve conquistar Barcelona. Luís I o Piedoso, filho de Carlos Magno, e Guilherme I de Tolosa, dirigem o exército. Um ano depois, em 801, a cidade capitula; é o início da conquista da Catalunha Nova.
Entre os séculos IX e XI a Marca Hispânica aumenta de tamanho. Constituída por 6 condados militares (Barcelona, Girona, Roslihão, Empúries, Ribagorça e Urgell; foi no condado de Urgell onde se originou Andorra), a descendência fica em mãos de condes hispano-godos até que finalmente o conde de Carcassona, Vifredo I de Barcelona, recebe por parte do rei franco Carlos II de França, em 807, o condado de Urgell-Cerdanya. Antes de morrer, marca um precedente, designando aos seus três filhos as terras a herdar. Estes continuam a conquista do sul povoando as terras e conseguindo adquirir os outros condados. Os historiadores consideram este facto um precedente porque designando os seus filhos como herdeiros, Vifredo I de Barcelona, estava a estabelecer uma nova linhagem. Isto faz com que a historiografia tenha feito da personagem um herói. A ele se atribuiu a criação da bandeira catalã. Neste realce nacionalista, Vifredo teria caído em plena batalha de francos contra vikings. Ferido, o rei Carlos II de França ofereceu uma recompensa a Vifredo. Este teria pedido um escudo. Carlos teria molhado quatros dedos da mão de Vifredo num escudo de outro; ou seja, as cores da bandeira catalã.
A este precedente, acrescenta-se outro, que vai consumar a separação entre o rei franco e a Nova Catalunha. No século XI a dinastia Carolíngia está em crise. Lutas internas pelo poder, novas ameaças externas (viquingues assediam o norte da França atual), debilitam o poder carolíngio. Uma nova dinastia toma relevo: os Capetos. Barcelona é assediada pelo chefe militar árabe Almansor. O conde de Borrell, descendente de Vifredo I de Barcelona, pede ajuda ao novo rei, Hugo Capeto, em 988. Este não socorre e Borrell resolve não prestar mais vassalagem, corta com Carcassona e estabelece Vic como sé arquebisbal: nascem os chamados Condados Catalães e Borrell de Barcelona decide encunhar moeda própria. Historiadores consideram este episódio como a independência da Catalunha.

### Baixa Idade Média

Mapa das áreas onde se fala catalão e que constituem os conceito político de Países Catalães. Em vermelho está o único estado que conseguiu a autodeterminação.

#### A Reconquista Catalã
A primeira fase da Reconquista catalã começa com Berenguer Ramon I, filho de Ramon Borrell. Casado com Ermessenda, da casa dos Carcassona, inicia uma linagem não reconhecida pelos monarcas franceses mas, de facto, uma verdadeira linagem que vai reinar sobre a Catalunha Norte e Sul atuais até 1162. Durante este período os Condados Catalães passam a serem reconhecidos como Catalunha. Acrescetam território, conseguindo Tarragona e parte do território atual, além de viver um verdadeiro crescimento económico que vai impulsar a língua catalã e a arte românica. A Idade Média é considerada como o período de criação e expansão da língua catalã. O catalão é uma língua romana, ou seja, derivada do latim que foi originando-se por volta do século VII, como foi o caso de outras línguas românicas, tais como o português, o romeno ou o italiano. O seu máximo representante, a mesmo título que Luís de Camões para a língua portuguesa, é Raimundo Lúlio, escritor, filósofo e poeta, além de teólogo. Em 1137 a união dinástica entre Raimundo Berengário IV de Barcelona e a rainha Petronila de Aragão, marca o início da expansão do catalão nos territórios que atualmente se incluem nos chamados Países Catalães, além do Reino de Aragão. O texto principal de época medieval escrito em língua catalã são as Homilies d’Organyà. Outro exemplo de texto em língua catalã pode ser os escritos da casa de Caboet que ostentava autoridade sobre Andorra. O termo catalão aparece escrito por primeira vez num juramento de fidelidade de homens de Carcassona a Ramon Berenguer III, cuja data estabelece-se no século XI. A poesia trobadoresca catalã teve especial presença e é também particularmente apreciada na atualidade. Figuras como Guillem de Berguedà, Berenguer de Palol, Ceverí de Mataplana ou Guillem de Cabestany contribuíram com os seus poemas ao prestígio da língua. Junto do românico, a língua e cultura catalãs constituem a base da identidade atual dos Países Catalães. Neste sentido o território catalão possui um vasto património românico. A Igreja de Sant Climent de Taüll seria uma amostra do conjunto amplo de igrejas românicas catalãs. Também é importante destacar a criação da Ordem de São Benet, pois foi a responsável de expandir o românico na Catalunha através dos 150 monestérios que chegou a construir. Além disso, foram responsáveis pela difusão do saber islâmico na Europa. St. Vicenç de Cardona ou a Catedral da Seu d’Urgell, sé do co-principado de Andorra, são outros exemplos mais de românico catalão.

#### União catalano-aragonesa

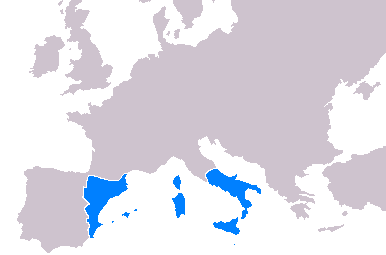
A Coroa de Aragão no século XV

Entretanto outros reinos se tinham formado na Península Ibérica: Navarra, Portugal, Castela e Aragão. O último deles, o Reino de Aragão entrou em crise em 1134. O seu rei, Afonso I de Aragão, morre sem descendência. Castela, que se defrontava contra Portugal, pretendia anexar também Aragão. Para isso aproveitou a situação de debilidade após a morte do rei Afonso I para ocupar o Ebro militarmente. A nobreza aragonesa foi obrigada a nomear o irmão de Afonso I de Aragão, Ramiro I, rei de Aragão. Ramiro I era padre e não parecia ter vontades de reinar. Tanto que resolveu casar, ter uma filha e casá-la com o conde de Barcelona Ramon Berenguer IV em 1137, ou seja, em pouco menos de um ano depois do seu tronamento. As pretensões de Castela sobre Portugal já tinham provocado guerras. Era, por tanto, necessário fazer algum movimento para tirar o reino do bico. A União dinástica entre Berenguer IV e Peronella de Aragão foi benéfica para a Catalunha porque permitiu a expansão do reino até Atenas (Grécia). Com a ajuda dos Templários a Reconquista vai tomar verdadeiramente forma. Jaime I (1213-1276) consegue avançar até Maiorca, conquistando as Ilhas Baleares. Em 1245 conquista Valência e os seus sucessores conseguem ir até a Sicília, conquistando o sul da Itália atual (1282-1409), além de criar os ducados de Atenas e Neopatia (1311-1390). A confederação catalano-aragonesa foi concebida em forma de pacto, isto quer dizer que ambos os reinos, catalão e aragonês, conservavam moeda, leis, instituições e língua. O interesse da União dinástica era permitir o acesso ao mar à coroa aragonesa e dar um contra-país à Catalunha que a reservasse das pretensões francesas e castelhanas sobre o seu território. Até o fim da Idade Média os reinos de Aragão, Catalunha e Valência vão experimentar um desenvolvimento importantíssimo. A Catalunha conseguirá ser pioneira na medicina, alquimia, astronomia, astrologia e cartografia, além de introduzir com grande êxito o gótico, vindo da França. Será, aliás, graças aos conhecimentos e experiência marítima e comercial que a cartografia ajudará aos portugueses na conquista do novo mundo após a queda de Constantinopla.

#### As cruzadas catares
Mas as pretensões catalãs de conquista não olhavam só para o mar. O pai de Jaime I tentou a aventura no sul da França atual, no mesmo memento que a dinastia Capeto tentava recuperar o poder perdido após a queda dos carolíngios. Na altura, no sul da França, um cismo dualista cristão, o catarismo, preocupava grandemente a Igreja Católica. Concebia o mal no material e o bem no espiritual. Uma filosofia que ameaçava a riqueza que a Igreja possuía. Foi então como o objetivo de erradicá-la que o Papa Inocêncio III animou o rei francês a fazer a guerra contra os catares. O rei francês, que pretendia recuperar o sul, não esperou e enviou as suas tropas. O rei catalão não demorou a reagir e também mexeu as suas. O que devia ter sido um simples conflito religioso, transformou-se nalguma coisa mais. Entre 1209 e 1229 as ambições entre Aragão e França defrontam-se no Languedoc.
Neste contexto o condado de Foix (sul da França) e o bispo da Seu d’Urgell (Catalunha) vão aproveitar as cruzadas para guerrear pela posse de Andorra. Em 1278 assinam finalmente as pazes, enquanto que os catares já perderam a guerra. O rei catalão morre e com ele as esperanças de conquista do norte. Jaime I vira-se então para o mar, enquanto que a França reconhece em troca a soberania catalã, abandondo quaisquer pretensão sobre a Catalunha. Andorra, através das Pareagens, argumenta ter obtido a independência (veja mais em História de Andorra). Por outra parte, não tendo acabado definitivamente com o catarismo, a Igreja Católica emite a bula Excommunicamus através da qual cria a Inquisição.

#### O Compromisso de Caps

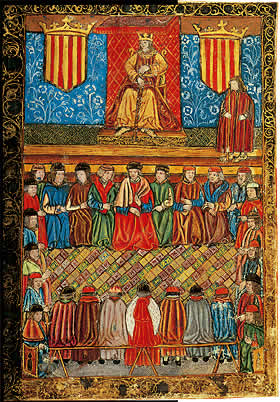
Cortes catalãs, século XV

A conquista do mediterrâneo estruturou-se através do modelo dito "pactista". É com esta expressão que os historiadores qualificam o sistema de Estado adoptado pela coroa de Aragão. Esta construiu-se em forma de Confederação, quer dizer, a coroa de Aragão estava formada por vários estados independentes entre si (Principado da Catalunha, Reino de Aragão e Reino de Valência) que compartilhavam um monarca, mas que mantinham cada uma delas as suas próprias cortes, Leis, moedas, línguas, nobreza, etc. O monarca comum tinha de ser escolhido de acordo com as Cortes da cada reino, por tanto, de acordo com as Leis e nobreza de cada reino. As Cortes estavam representadas pelos chamados “3 braços”, ou seja, Igreja, nobreza e povo. Barcelona era sé das Cortes catalã e desde a União que o trono tinha sido ocupado por reis catalães. Foi, aliás, por iniciativa dum monarca catalão que a Catalunha dotou-se da Diputació del General (hoje, Generalitat de Catalunha, nome do governo catalão) que fazia a função de representante do rei e, por tanto, podia execer de executivo (ex.: podia mandar pagar impostos por ordem do rei).
Até o século XIII este sistema complexo deu liberdade a cada Estado para se governar por ele próprio. Ora, em 1410 o rei Martim I o Humano morre sem descendência. Os pretendentes ao trono eram Jaime d'Urgell, bisneto do rei Afonso IV de Aragão, e Fernando de Trastâmara, irmão do rei de Castela que tinha argumentado filiação familiar por ser neto do rei Pedro IV de Aragão. Castela pretendia unir a coroa confederada com a sua.
Naquela altura a Igreja Católica encontrava-se em situação de crise pelo Cismo de Ocidente. Jaime d'Urgell era partidário do Papa de Roma, enquanto que Fernando de Trastâmara era partidário do rei de Avignon, por interesses próprios de Castela. Por uma luta de influências e benefícios finalmente Fernando de Trastâmara será escolhido sucessor em 1412 numas Cortes especiais reunidas em Caps onde se tinham apresentado o Reino de Valência, Aragão e Catalunha com três representantes para cada um deles. O resultado final foi 6 votos em favor e 3 em contra. Esta escolha representou o início do período de decadência catalão, pois até aquele momento as Cortes tinham escolhido reis catalães e agora um membro da família real castelhana tinha sido escolhido, o que ameaçava a soberania do Principado da Catalunha.

#### Guerra Civil Catalã
Os novos reis de Trastâmara não estavam acostumados ao pactismo e sistema político da confederação catalano-aragonesa. A Catalunha, em concreto, não viveu bem essa situação. Os novos reis tentaram centralizar o reino ignorando as Cortes catalãs. Além disso, as constantes guerras pela conquista do mediterrâneo conseguiram fraquejar a economia. A Peste Negra veio reduzir a população. Esta cada vez encontrava-se mais dividida. O comércio já não dava resultados e a economia agrária sofria de desigualdade prante o comércio. Paralelamente, os reis de Trastâmara emprenderam conquistar Nápoles, numa altura em que os episódios de terramotos não ajudaram a levantar cabeça. Toda esta situação cresceu até rebentar definitivamente numa guerra civil na Catalunha onde a Diputació de la Generalitat, que exigia ao rei que respeitasse as Cortes catalãs, defronta-se contra o rei Tratâmara. A população, por sua vez, dividida, também entra em guerra. A guerra é qualificada de inútil pelos historiadores porque, além de trazer mortes, não resolveu a situação de probresa económica e falta de respeito pela soberania catalã. Tanto que em 1474 o sucessor aragonês Fernando II o Católico casa com Isabel I de Castela, reforçando a unificação.

## Idade Moderna

### Na periferia do Império
A 12 de outubro de 1492, Cristóvão Colombo descobre a América sem saber. Pensa que chegou às Índias. A descoberta é comunicada aos Reis Católicos no mês de abril de 1493 em Barcelona. É o início dos Descobrimentos. A Catalunha passa a ser um reino periférico dentro da confederação hispânica que com os descobrimentos e casamentos reais consegue dominar a Europa e o mundo durante os séculos a seguir. A Catalunha, arruinada por tantas guerras, perde protagonismo e os mercenários catalães irão descobrir mundo sob a marca Espanha. Os Bórgia, uma das famílias nobres mais conhecidas do Renascimento, eram valencianos, ou seja, pertenciam aos chamados Países Catalães, mas passam a serem espanhóis dentro deste período. Aliás, trabalharam muitas vezes pelo interesse de Castela. Foi o caso dos tratados que separaram as conquistas hispânicas das portuguesas. No entanto, o catalão foi a língua usada em Roma durante a estadia dos Bórgia.
Carlos V de Espanha, neto dos reis católicos, concretiza tal domínio. Quando foi eleito rei, o mundo estava quase todo aos seus pês. Herdou  por parte do pai os Países Baixos, Flandes, Artois, Luxemburgo e a France-Comté. Do seu avo materno, herda Aragão, Catalunha, Valência, Mallorca, Nápoles, Sicília, Sardenha e as fortalezas de Buia e Trípoli. Da sua avó materna, herda Castela, Navarra e as Índias castelhanas. A morte do seu avo paterno recebe o título de arquiduque de Áustria, Estíria e Tirol. Em 1519 é escolhido imperador do Sacro Império Germânico. Contudo, a coroa hispânica acrescentou nos anos a seguir Portugal e as colónias americanas, asiáticas e africanas portuguesas. A coroa castelhana usou o sistema de confederação para manter imenso reino. Assim, cada reino tinha as suas próprias leis, moedas, cortes ou línguas. Mas as tendências absolutistas castelhanas, a política do pacto colonial em favor de Castela, o pouco respeito devido às Cortes, o absentismo do monarca ou a imposição do castelhano na Península Ibérica, deu o início do final de tal domínio. Os primeiros a se revoltar contra a coroa hispânica foram os Países Baixos. Depois vieram a Catalunha e Portugal contra o rei Felipe IV.
No caso dos catalães, o matrimónio com a coroa castelhana, impossibilitou-os de comerciar e foram obrigados a virar-se para Lisboa ou Sevilha. Além disso, a língua catalã caiu em decadência, pois os reis tentaram impor o castelhano, fazendo que a própria nobreza catalã se virasse para Madrid. O Século de Oro espanhol contrasta com a Decadência catalã. A pequena burguesia é afastada. Impossibilidade de fazer carreira política, a nobreza catalã é marginalizada. A isto, acrescenta-se o contato dificultoso com os turcos. A crise económica arrastada do fim da Idade Média não é superada.

#### Colombo, orígens discutidas
Altamente disputado, as orígens de Cirstóvão Colombo têm preocupado grandemente os históriadores que foram propondo várias hipóteses, ainda hoje sem resolver, sobre as suas orígens. Uma delas diz que Cristóvão Colombo era catalão. Luis Ulloa, historiador peruano que residiu em Barcelona vários anos, afirmava que Colombo era de origem catalã e de tradição marítima, baseando-se, entre outros motivos, em que seus escritos, todos em língua castelhana, existem expressões linguísticas próprias do catalão. Esta teoria tem sido seguida, ampliada ou modificada por diversos autores, em sua maioria por historiadores catalães, ainda que existam também, investigadores de outros países como o estadunidense Charles Merrill que tem apoiado esta tese. Quanto a verdadeira origem, historiadores apoiam a ideia de origem italiana, outros castelhana, portuguesa e até judaica.

### Piratas e bandidos
A expansão do império otomano nos Balcãs trouxe o banditismo e pirataria à Catalunha. Os séculos XVI e XVII estão marcados pela delinquência e pobreza. O império otomano pagava corsários para desestabilizar as costas catalãs. Isso fez com que se construíssem barragens nas costas, provocando turbulências no comércio. À delinquência exterior, acrescentou-se a interior. No país havia corrupção entre juízes, administração e comerciantes. Comerciar, aliás, era caminho de perigo, pois o banditismo aproveitava a prata que vinha das Índias para roubá-la e traficar. A coroa hispânica tentava resolver a situação com penas de morte, mas isso não trouxe soluções para uma Catalunha em crise económica e ataques otomanos por mar. Malta, por exemplo, território catalano-aragonês adquirido durante o medievo, foi alvo de assédio em 1565 e de nada serviu a presença de ordens militares cristãs. A personagem de Joan Sala, mais conhecida como Serrallonga, é muito célebre na Catalunha. Serrallonga foi um bandido catalão, que soube fazer nome com as suas ações. Todo este ambiente de violência foi reforçado pela Batalha de Lepanto onde a monarquia das Espanhas se defrontou junto dos Estados Pontifícios, cavaleiros de Malta e a República de Veneza contra o Império Otomano. Em jogo, a expansão deste último nos Balcãs.

### Reforma e Contra-reforma
As guerras de Religião na Europa também foram vividas na Catalunha e nos Países Catalães. O Concílio de Trento traduziu-se na criação de novos seminários para impor um comportamento entregado, militante e exemplar aos membros da Igreja Católica. A Catalunha não foi uma nação aderida ao protestantismo, mas a presença de protestantes no sul da França fez com que o rei Hasburgo, Felipe II, reforçasse medidas e reprimisse com mais severidade qualquer amostra de diferença dogmática. A Inquisição não encontrou grandes dificuldades pois a hegemonia católica era tão grande que a própria população contribuiu a expulsar os mouriscos. A data de 1610 é a mais relembrada porque foi nesse ano onde as expulsões se praticaram com mais virulência. Representaram uma catástrofe económica e demográfica, principalmente para Valência. A caça de bruxas tornou-se um episódio normal na Catalunha durante as Guerras de Religião. Quanto a arte, as praças, igrejas e edifícios catalães aderem facilmente ao barroco. Dos artistas a destacar está Francesc Ribalta, e dentro do Renascimento estão, Pere Blai e Damià Forment.

#### Guerra dos Segadores

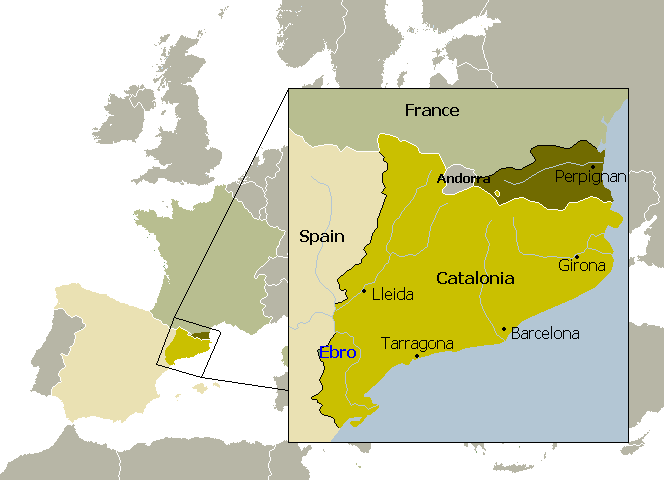
Partição da Catalunha em 1659 entre Castela e França

Entre 1640 e 1652 os catalães envolvem-se num conflito, a Guerra dos Segadores, contra o domínio hispânico do rei Felipe IV. Na mesma altura, os Países Baixos e Portugal encontram-se também em guerra contra o rei Felipe IV. No caso português a guerra começa também em 1640 e toma, como no caso catalão, caráter secessionista.
Para compreender a Guerra dos Segadores é necessário perceber dois elementos que se cruzaram em 1640. Na Europa a Guerra dos Trinta Anos levou vários reinos a defrontar-se por questões dogmáticas, inicialmente, mas políticas como se virá a evidenciar pelas alianças entre beligerantes. No caso francês, o monarca Luís XIII de França, entra na guerra do lado protestante, embora católico, para envolver-se contra a casa dos Habsurgo que governava naquela altura Portugal, Catalunha, Países Baixos e a Confederação do Sacro Império. O cardinal Richelieu, ministro do rei francês, achava os Habsburgos muito poderosos e pretendia debilitá-los.
Paralelamente, na Península Ibérica, o conde duque de Olivares pretendia iniciar um processo de centralização total do reino através dos impostos e da constituição de uma armada unificada, para satisfazer a política agressiva e expansionista do monarca Habsburgo; projeto que tem o nome de “Unión de Armas”. A pobreza nos campos e os anos de decadência vividos na Catalunha fazem que em 1626 as Cortes catalãs rejeitem parente Filipe IV o projeto de “Unión de Armas”, além de lhe apresentar uma grande lista de queixas e reivindicações.
Mas a guerra na Europa não espera e Richelieu ataca os Habsburgo em território catalão. As Constituições catalãs diziam explicitamente que a Catalunha só defende território nacional, ou seja, catalão. Para provocar uma revolta, Richelieu trás premeditadamente a guerra para a Catalunha. Em 1640 a obrigação de alojar tropas castelhanas, o abuso dos militares e as consequências derivadas da guerra provocam grande enojo entre a população catalã. Em 7 de junho do mesmo ano, durante a festividade do Corpo de Deus, um ceifeiro (em catalão “segador”) é morte, o que a sua vez leva à morte do Conde de Santa Coloma, a maior autoridade da Catalunha nessa altura. Começa a Revolta dos Segadores. Castela exige a Portugal de contribuir militarmente e ajudá-la a sufocar a rebelião. Portugal nega-se e inicia por sua conta uma guerra paralela para restabelecer a sua própria soberania. É a chamada Guerra da Restauração.
O final do confronto é desfavorável para a Catalunha que perde na guerra e vê como a França se apodera do condado do Rossilhão e parte da Cerdanha através do Tratado dos Pirenéus. Na Andorra a situação é vivida com receio, a questão da soberania andorrana também está em jogo (veja mais em História de Andorra). Portugal terá de batalhar até 1668 para ver recuperada a sua independência.

#### A Catalunha e o Tratado de Vestfália
Durante a Conferência de Münster, Vestfália, a Catalunha foi representada por Josep Fontanella que tentou defender e, sobretudo, conseguir que alguém ouvisse o ponto de vista catalão sobre a necessidade de desligar a Catalunha da monarquia hispânica. Esta atitude também foi apreciada por outras nações durante a Conferência. Foi o caso dos Países Baixos e de Portugal. Ambas, tal como a Catalunha, estavam integradas a coroa castelhana, mas todas desejavam abandoná-la. Em Portugal esta vontade tinha começado a dar visibilidade através da Guerra de Restauração. No caso catalão foi através da Guerra dos Segadores. Tanto a Catalunha, como Portugal e os Países Baixos conseguiram uma representação desligada a Castela graças a França que resolveu acolher as delegações sob sua tutela. Esta estratégia foi aproveitada por catalães, portugueses e holandeses para evitar qualquer resolução, tratado ou trava que viesse prejudicar as suas pretensões.
O caso holandês foi mais fácil de gerir porque os Países Baixos já tinham entrado há mais tempo em guerra contra Castela e durante o processo de paz a guerra nos Países Baixos já se tinha dado por perdida em Castela. Por tanto, Castela preferiu esforçar-se em evitar a secessão portuguesa e catalã. Josep Fontanella teve uma dura missão porque os catalães tinham-se apresentado à conferência de paz divididos e com argumentos menos pensantes que os seus homólogos portugueses. A divisão vinha pela desconfiança que se tinha para com a França. Neste sentido Fontanella tinha a missão de evitar que a França ficasse com a Catalunha, uma pretensão que já tinha chegado a ouvidos catalães.  Mas tanto para a Catalunha como para Portugal os esforços de ser ouvidos foram em vão. Portugal terá de esperar até o final da Guerra de Restauração, a Catalunha fica sem o Rossilhão e ligada a Castela.

#### O hino nacional catalão
Foi devido à Guerra dos Segadores e em plena época de nacionalismo que em 1892 Francesc Alicó compõe o hino catalão. Els Segadors (em português "Os Ceifadores") foi baseado numa antiga música popular e faz um chamamento à luta pela libertação da terra.  A letra, foi escrita por Emili Guanyavents, célebre poeta e tradutor (Barcelona, 1860 - 1941). Colaborou em diferentes jornais nacionalistas catalães. Francesc Alicó, por sua conta, é um célebre compositor catalão, também conhecido pelo seu ativismo independentista. O hino foi cantado publicamente pela primeira vez em 1897 em solidariedade com a Grécia durante a Guerra Greco-Turca. Isto levou as tropas castelhanas a reprimir os catalanistas que ousavam cantar o seu hino.

### O caso dos catalães

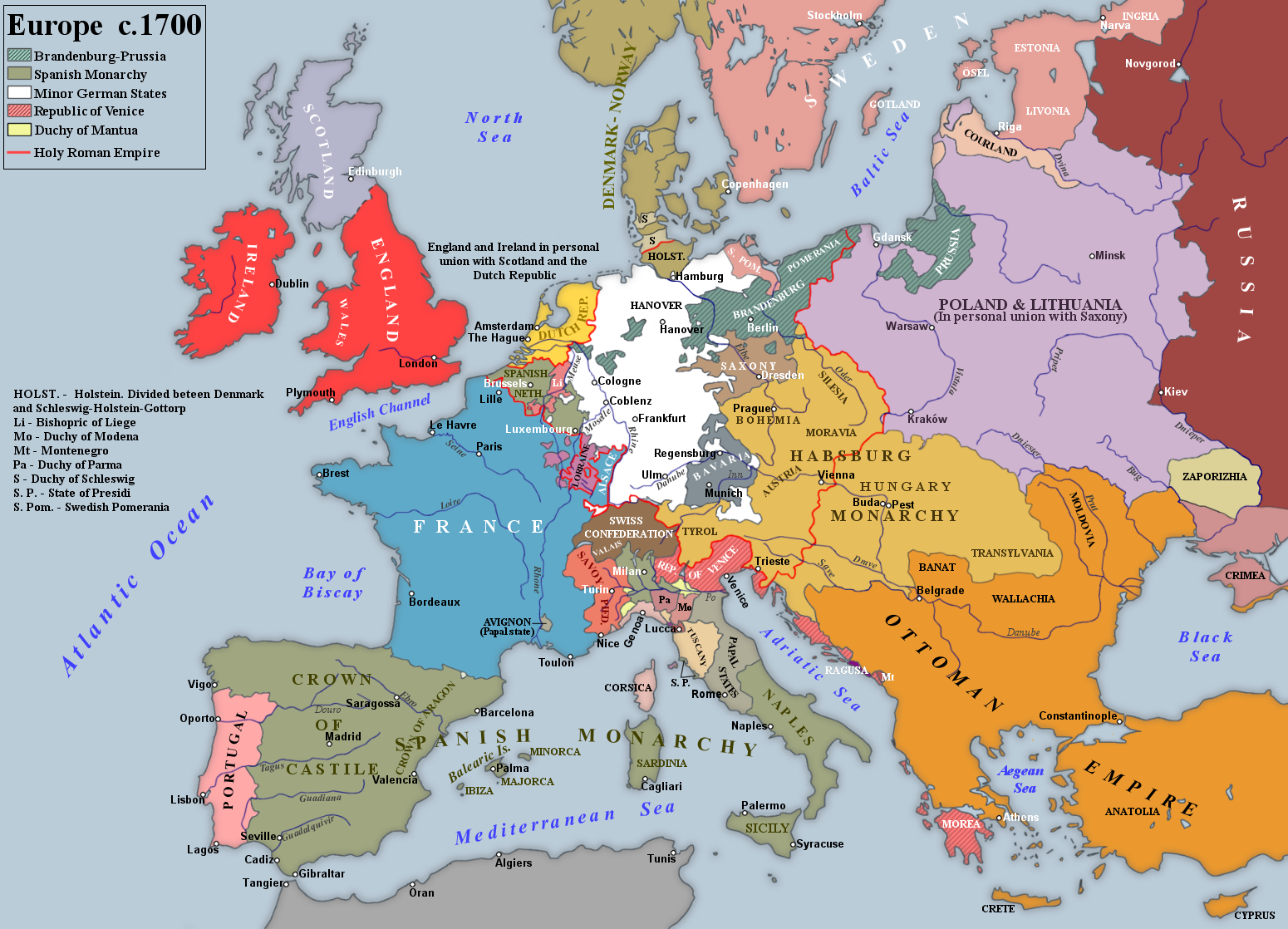
A Europa no início da Guerra de Sucessão.

Em 1700 Carlos II, monarca da casa de Áustria, morre sem descendência. Dois aspirantes se tinham disputado a coroa: o arquiduque Carlos de Áustria, filho segundo do imperador Leopoldo de Áustria; e Filipe de Borbon, duque de Anjou, neto do rei francês Luís XIV, conhecido como Rei Sol. Todas as potências europeias estão na expectativa porque seja quem for a assumir o trono, a solução pode significar que a França ou a Áustria acrescentem a seu território as possessões espanholas. A França ou a Áustria podiam se converter em potências supremas e hegemónicas. Carlos II, antes de morrer, manda escrever e reescrever várias vezes o seu testamento. Finalmente escolhe deixar a sua coroa em mãos da França. A decisão não é aceite pela Inglaterra, nem pela Áustria. A decisão de Carlos II faz entrar a Europa na guerra.
A Guerra de Sucessão, que terá lugar entre a Grande Aliança (Inglaterra, Portugal, Áustria, Holanda, Prússia, Hannover e Savoia) e a França e Castela, acontece porque a Grande Aliança não partilhava e via com certo receio que a França ficasse dona das colónias e outros territórios sob a monarquia hispânica. Isso dava um poder de superpotência hegemónica que não era bem visto pelos membros da aliança. A Guerra de Sucessão passa a ser uma conflito internacional, mas com dimensão peninsular, pois a Catalunha vai aproveitar a ocasião para se separar de Castela. Em junho de 1705 os representantes diplomáticos ingleses e catalães assinam o Pacto de Gênova, com o que os catalães se revoltam contra a coroa castelhana, ajudados militarmente pelos ingleses. A monarquia inglesa garante que em nenhum dos casos, a Catalunha virá a perder as suas Constituições, ou seja, a base legal que fazia da Catalunha um Estado a parte. Os outros territórios dos Países Catalães também aproveitam para se revoltar contra a autoridade central.
Durante a guerra Valência e Aragão caem e não resistem às tropas castelhanas, mas a Catalunha consegue resistir até que a morte do imperador de Áustria em 17 de abril de 1711 vira o destino da Catalunha para o torto. Os aliados da Catalunha, a Grande Aliança, começam a redesinhar a situação porque com a morte de José I, a casa de Áustria de Viena representaria uma força hegemónica. Em 1713 os beligerantes fazem as pazes em Utrecht. O neto de Luís XIV, Filipe d'Anjou, é reconhecido monarca da Espanha, com o compromisso de renunciar a coroa de França e ceder os territórios, como Gibraltar e Mallorca aos Ingleses.
A guerra toma fim com o tratado de Utrecht a nível internacional, mas na Península, ela ainda continua. Os catalães ainda resistem e não vão ceder com facilidade. Até 11 de setembro de 1714 a Catalunha resiste sozinha à guerra. Traída, pois os ingleses abandonam o pacto de Génova, e deixada à violência dos Borbons, a Catalunha tenta fazer vingar a sua soberania até ao último momento. A 11 de setembro de 1714 Barcelona não aguenta e cai finalmente em mãos borbónicas. É o final definitivo da Guerra de Sucessão Espanhola, e o início da repressão que terá o principal objetivo de erradicar o Estado catalão.

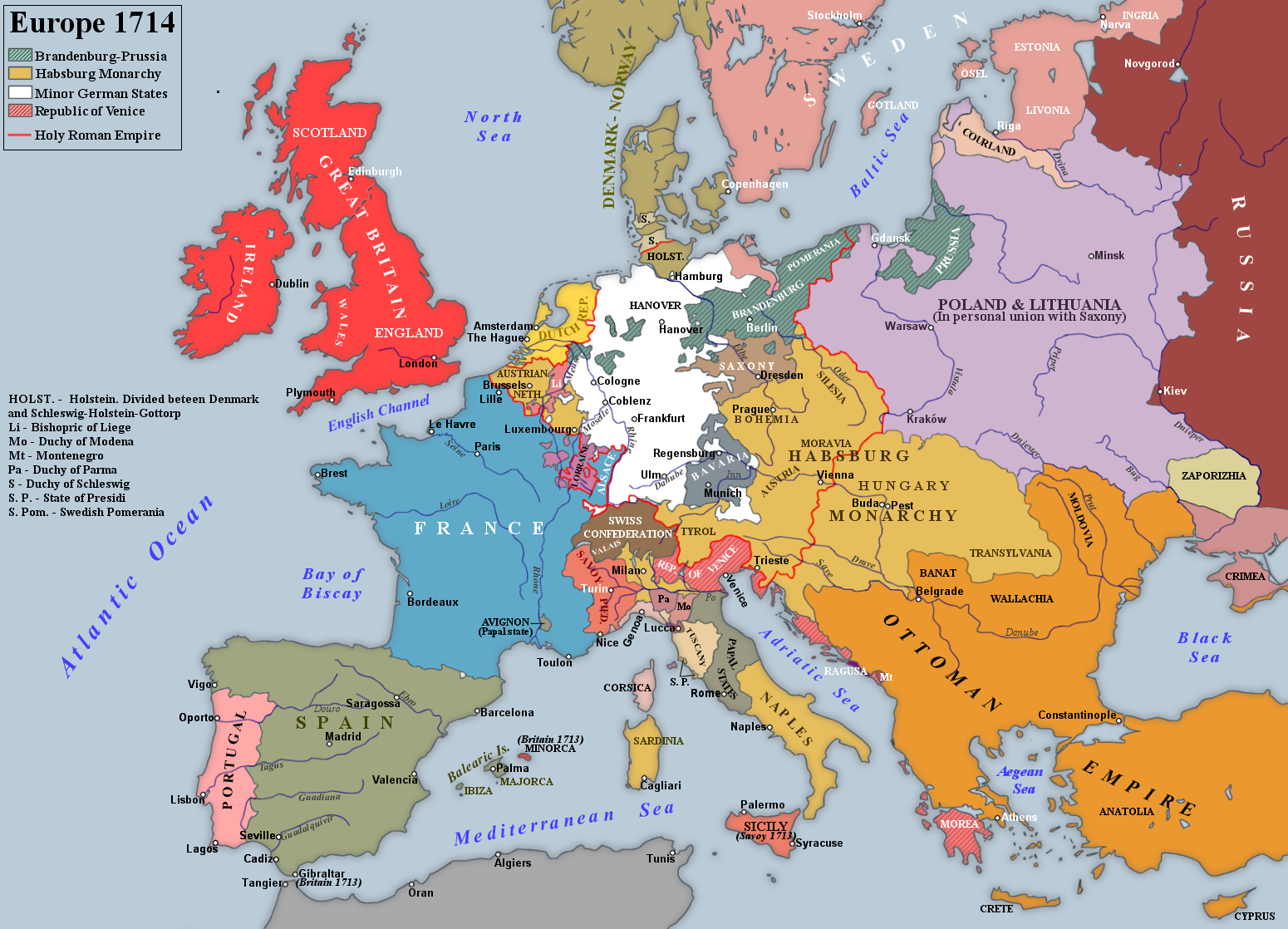
A Europa depois do fim da guerra.

Para isso o novo rei, Felipe V de Espanha, impõe as Leis e marco jurídico castelhanos à Catalunha. A população é reprimida com a armada. Parte do bairro da Ribera é destruído, levando consigo inumeváreis casas, para construir por cima a Ciutadella e Castelo de Montjuïc, uma fortaleza que tem de assegurar a submissão da cidade e povo rebelde. Em 1716 entra em vigor o Decreto do Novo Plano que destrói as Cortes catalãs, persegue a língua catalã, as leis catalães, as instituições catalães e toda amostra de catalanidade. Parente à ameaça, o co-príncipe episcopal andorrano começa a dizer que Andorra é diferente (ver mais em história de Andorra). O 11 de Setembro de 1714 fica marcado na história da Catalunha como o seu dia nacional e é por esse motivo que todos os 11 de Setembro, catalães saem numerosos nas ruas a reclamar independência.

### O Iluminismo na Catalunha
O Século XVIII catalão também esteve marcado pelo Iluminismo. Quando a Catalunha perde a 11 de Setembro de 1714, o novo monarca decide fechar todas as universidades catalãs para evitar assim a proliferação de informação, cultura e memória. O castelhano é imposto na área das letras na única universidade que ficou em pê, a Universidade da Cervera. No entanto, isso não impediu que as ideias iluministas penetrassem em território catalão. Houve grandes redes clandestinas austricistas que faziam contrabando de livros e manuscritos. Graças a isso, conservam-se cópias da Encyclopédie nas bibliotecas particulares de Barcelona e Figueres. Existem nomes de maçons, tais como o bispo Josep Climent i Avinent, o erudito Gregori Maians i Siscar, etc. que criticavam o absolutismo castelhano, além de existir também uma presença importante de jansenistas nas zonas mais desenvolvidas da Catalunha, o que trouxe certa modernização intelectual. Tem-se certeza de que a capital catalã foi um grande centro de ebulição maçónica entre 1750 e 1756. Prova disso, inumeráveis poemas satíricos anticlericais anónimos recolhidos em 1788. O próprio Voltaire terá deixado na sua obra Le Siècle de Louis XIV referências à situação catalã. Já em 1729 a Acadèmia dels Desconfiats abre as portas; futura Acadèmia de les Bones Lletres. Mesmo que as universidades catalãs tenham sido suprimidas, a Universidade de Cervera serviu para manifestar novas ideias e resistir dalguma maneira ao poder Bourbon que tinha deixado a Catalunha sem a sua soberania. No entanto, foi utilizada pela própria monarquia castelhana para desprestigiar a Catalunha. Em 1760, por exemplo, o Colégio de Cirurgia de Barcelona é construído para dar avanço à cirurgia, o que leva a Universidade de Cervera a ficar para trás. Também houve penetração do neoclássico na Catalunha. Os nomes a por em destaque são Joan Soler, Antoni Viladomat e Josep Flaugier, pintores e arquitetos.

## S. XIX

### Guerras Napoleónicas

#### Guerra do Francês

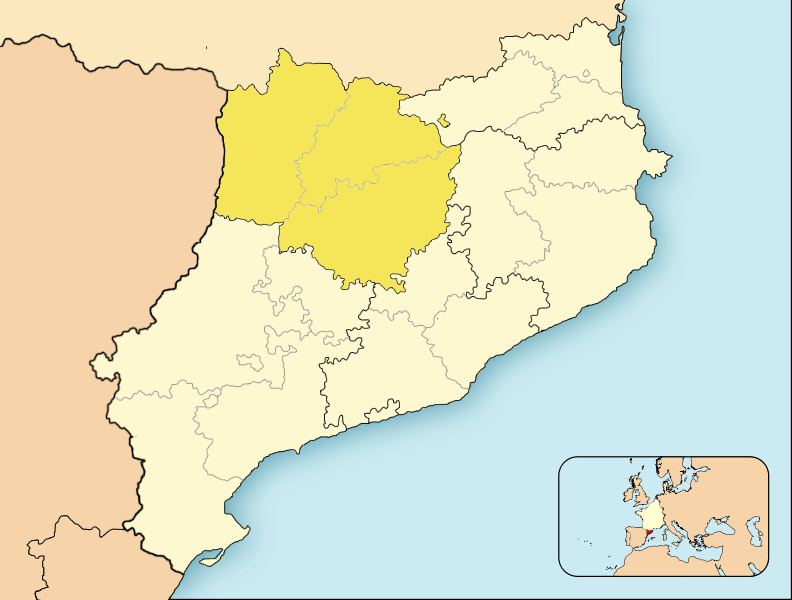
A Catalunha durante o Império Napoleónico (1812-1814).

A primeira reação do rei castelhano parente a Revolução Francesa foi declarar a guerra à França em 1793 por medo da expansão das ideias liberais. A guerra contra a França foi um grande fracasso e por isso em 1799, Manuel Godoy, um dos ministros mais influentes na corte castelhana, resolve de uma aliança com a França de Napoleão e em contra da Grã-Bretanha. Assim, Napoleão Bonaparte traz a guerra à Península ibérica em 1808 durante a Quarta Aliança. Chamada Guerra Peninsular em Portugal, Guerra da Independência na Espanha, Campanha Espanhola em França e Guerra do Francês na Catalunha, o conflito adopta diferentes nomes porque é visto de maneiras diferentes, dependendo da nação que a conte. No caso da Catalunha, a Guerra do Francês é vista como a invasão que a França não conseguiu em séculos anteriores. Com a escusa de querer fazer a guerra em Portugal, Castela autoriza as forças militares de passarem pela Catalunha através do Tratado de Fontainebleu em 1807. O tratado estabelecia o repartimento de Portugal entre a Castela e França. Mas a França desejava também obter a Catalunha e, por isso, aquilo que devia ser uma passagem temporária transformou-se numa ocupação permanente e a Catalunha é anexada à França durante a guerra. Andorra fica dentro da Catalunha e a Catalunha é transformada num departamento francês. Isto provoca sublevações entre a população e dá motivos ao mesmo tempo para acabar com o Antigo Regime. Aproveitando a abdicação do rei castelhano, Napoleão coloca o seu irmão em Madrid e tenta a guerra contra Portugal. Os reis portugueses são obrigados a fugir ao Brasil. A guerra decorreu em três fases, uma primeira houve, sobretudo, resistência popular com a criação das primeiras guerrilhas. Depois veio a ofensiva francesa que tentou reprimir várias cidades catalãs e finalmente as vitórias anglo-castelhanas que levaram à expulsão de Napoleão. Embora a guerra tenha atingido os Países Catalães, ela não teve um grande impacto, pois os ingleses defenderam as Ilhas Baleares com grande êxito e a invasão não se prolongou até o País Valenciano. Além disso, as zonas do litural catalão aceitaram com mais facilidade as ideias iluministas e souberam conviver com a ocupação francesa. Tanto que Fernando II de Espanha resolve não passar por Barcelona no fim a guerra porque considera os catalãs uns afrancesados; termo usado na época de maneira negativa para qualificar aqueles que se tinham aliado aos franceses e às ideias iluministas.

#### A Catalunha e a emancipação da América Latina
As guerras napoleónicas representaram para a Espanha o início da emancipação dos colónias americanas. Foram vários os catalães que participaram na colonização sob a monarquia hispânica, como foi o caso do catalão Joan Orpí ou de Gaspar de Portolà, que participou na conquista da Alta Califórnia. Depois da Guerra de Sucessão, houve muitos catalãs que aproveitaram a unificação forçada para participar na conquista do novo mudo. Destacam-se Pere Fages, Ferran Ribera i Montacada, Vicenç Vila ou até Joan Perers. Castela dava facilidades, tal como títulos ou postos, a quem se declarasse leal à ideia de Espanha e a quem contribuisse a centralização e unificação forçada do Reino. Isto fez com que muitos catalãs, esperançados pelas recompensas, participassem no comércio de escravos e na colonização da América Latina e do Norte. Para isso o monarca hispânico, Carlos III, resolve decretar o fim do bloqueio colonial contra os catalãs em 1778. Para Castela era uma maneira de comprar e sobmeter a Catalunha às suas ambições centralizadoras. Mas muitos catalãs foram mal vistos por participar neste negócio. Levaram o nome de butiflers. A Califórnia (atualmente Estados Unidos) teve uma presença destacável de catalãs. Mas não houve só catalães conquistadores, também os houve a lutar pela emancipação das diferentes nações americanas. Concretamente destaca-se o caso de Cuba no século XIX e da Argentina, Venezuela e Colômbia. A ajuda destes catalães à independência latino-americana procurava apoio e projetava a independência catalã na Península Ibérica. Foi aliás no final da guerra pela independência de Cuba que nasceu a bandeira independentista catalã, chamada estelada.

### Revolução Industrial

#### Catalunha, força do vapor

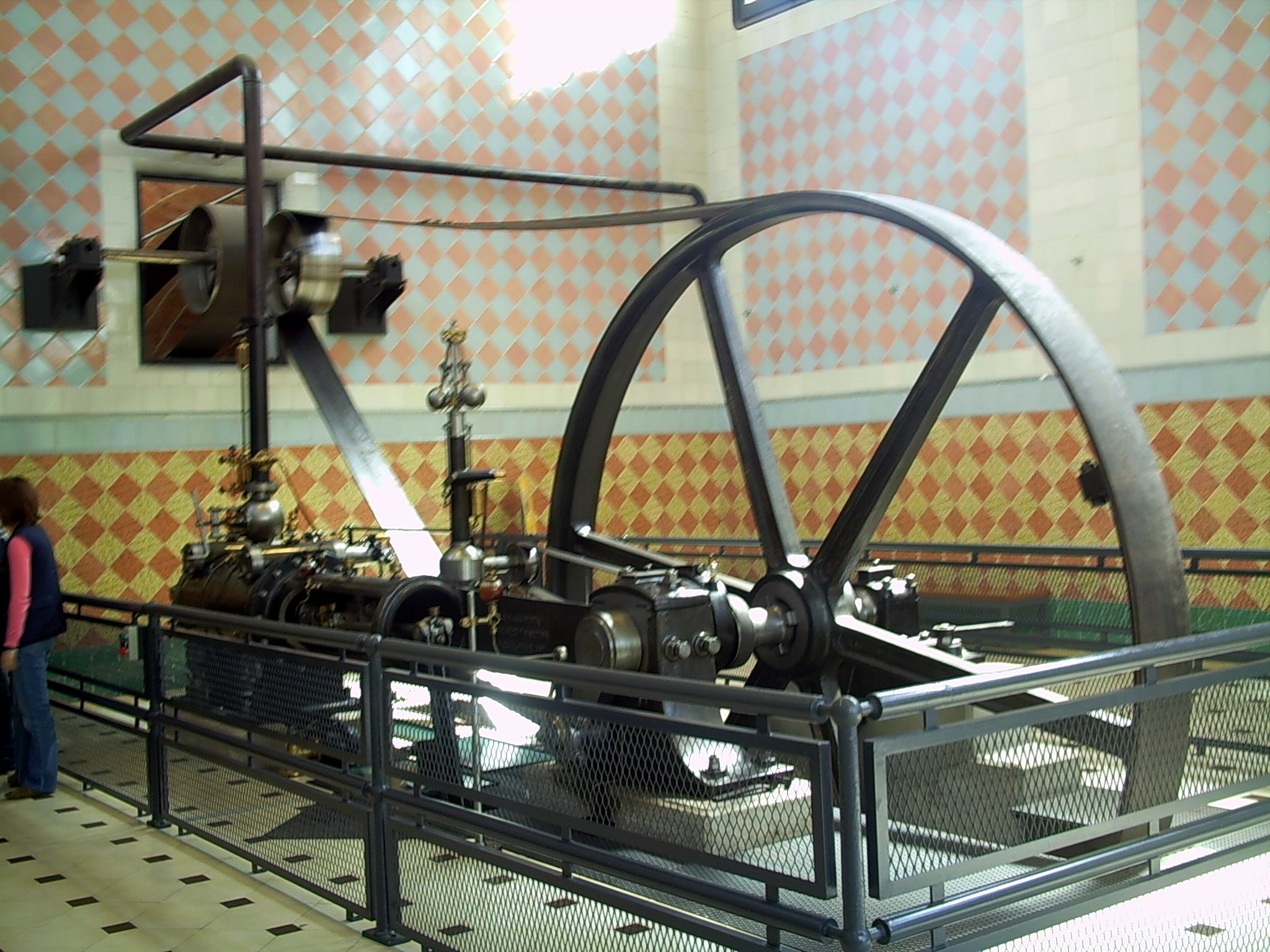
Máquina de vapor no Museu da Ciência e da Tècnica da Catalunha

Ao longo do século XIX a Catalunha representa a força industrial da Espanha. A nação catalão é a primeira a introduzir a Industrialização através do vapor em primeiro lugar e depois através da eletricidade. O têxtil representa a força da indústria catalã do século XIX. Também o comércio com as nações americanas contribuir a revolução alimentaria, industrial, dos transportes e tecnológica. O capital estrangeiro inverte na Catalunha e isso introduz a siderurgia, além de outros novos elementos característicos da Revolução Industrial. Os primeiros bancos conseguem grande impulso durante a chamada Febre do Ouro até à quebra dos mercados de 1866. Destaca-se a Maquinista Terrestre Marítima e Nuevo Vulcano, responsável de construir o primeiro barco a vapor em 1836. O contacto com as colónias permite comerciar com os escravos, negócio que gera grandes benefícios, embora contestado progressivamente. Tanto que a Guerra Civil norte-americana prejudica economicamente o comércio negreiro que se praticava na Catalunha. Por contra, a nação espanhola é todavia agrária. Tem dificuldades para se adaptar à nova indústria e impõe travas a renovação. O monarquia hispânica não quer se adaptar ao liberalismo económico e devido a isso o século XIX catalão e espanhol está marcado por guerras constantes. A imobilidade do governo central impede a Catalunha ser competitiva com os outros países europeus. Com um estado em contra, sem possibilidade de ter o seu próprio estado, a burguesia catalã tenta fazer valer as suas reivindicações. Mas por falta de organização, tudo se faz em vão.

#### O movimento proletariado catalão
Na metade do século XIX o conjunto de obreiros da Espanha representa só 45 %. O resto, o 65%, eram trabalhadores camponeses que ainda se dedicavam à agricultura. A dificuldade de industrializar a Espanha trouxe duas dinâmicas diferentes, por um lado a nação catalã, impulsora da industrialização e modernização, e por outro lado, a nação espanhola, num lento processo de modernização trazido pelo dinamismo da economia catalã. Esta dinâmica pode-se traduzir também nas classes obreiras. O proletariado começou, por tanto, inicialmente na Catalunha e tomou a cidade de Barcelona, capital da Catalunha, como centro das manifestações. O paradoxo de ter um Reino, que se resistia ao liberalismo e que desejava continuar com o Antigo Regime, de ter uma nação, a catalã, em pleno processo de industrialização, mas obrigada a viver num reino ainda pré-industrial, trouxe dificuldades acrescentadas para o proletariado catalão. O movimento proletariado foi, por tanto, fraco. Faltava-lhe ideias, o socialismo utópico, capacidade de organização, sindicatos, mas já tinha certas noções republicanas (embora essencialmente burguesas). Proibido de se manifestar pelas péssimas condições de trabalho, em 1854 é finalmente organizada a primeira vaga da história da Catalunha.

### Entre absolutistas e liberais

#### Guerras Carlistas
A Constituição liberal de Cadiz de 1812 não é aceite pelo novo monarca depois da derrota de Napoleão e o rei Fernando VII de Espanha que chega ao trono em 1814 revolve impor o absolutismo. Isto provoca um golpe de estado de partidários do liberalismo em 1820. A França restaurada, por tanto, borbónica, e em nome da Quadruple Aliança, trás outra vez as tropas à Península Ibérica para reprimir o golpe de Estado. Em 1833 Isabel II, filha de Fernando VII, tenta a construção de um estado liberal. Mas o irmão de Fernando VII, Don Carlos M. Isidro, quer continuar com o absolutismo. Os dois bandos vão fazer derramar sangue durante o século XIX através de três longas guerras (de 1833 até 1876), chamadas Guerras Carlistas, que defrontam duas ideias: absolutismo e liberalismo. Está em jogo a abolição do feudalismo, a igualdade dos cidadãos, o estabelecimento do sufrágio universal,...
A nação catalã encontra-se dividida. As zonas mais industrializadas apoiam o liberalismo e a burguesia catalã tenta contribuir, pois a Catalunha adaptou-se à Revolução Industrial e, não tendo um estado próprio, é obrigada a tentar mudar a situação em Castela para esperar em contrapartida políticas mais favoráveis ao desenvolvimento industrial catalão. As zonas agrárias são partidárias do absolutismo e são pouco apoiadas pelo movimento obreiro, que revolta-se em várias ocasiões com a necessidade de proclamar a República Catalã. Foi o caso da Revolta de Jamància de 1843 onde Crispí Babíria proclamou em Barcelona a República Catalã Federada. Durante a guerra haverá tentativas, como a de Jamància, de proclamar uma república.

#### A República dos Estados Federados

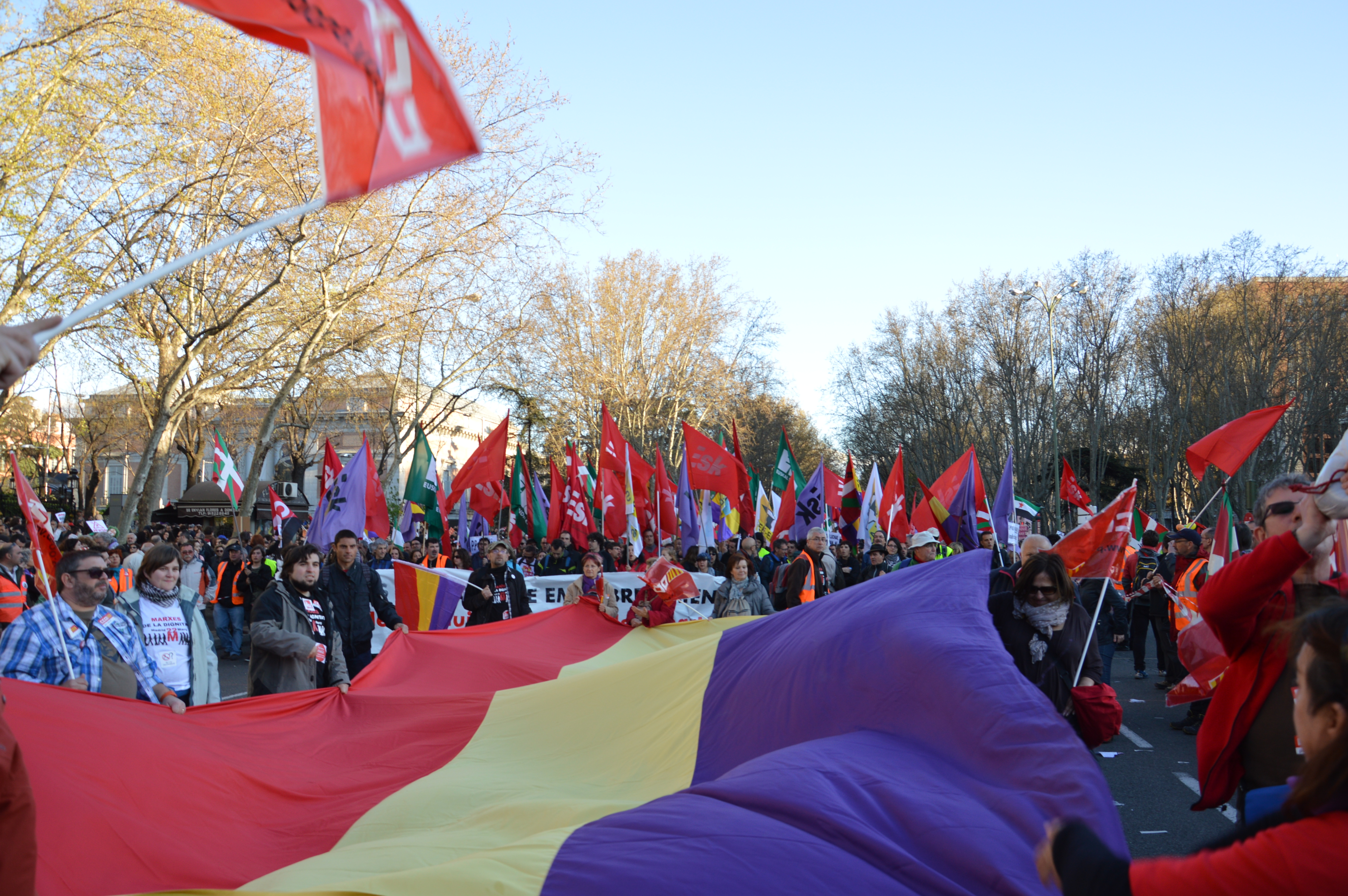
Bandeira republicana espanhola, oficialmente bandeira da Primera República.

Em 1873 é proclamada a Primeira República Espanhola e destituída a monarquia. Amadeu de Savoia teve de proclamar a República, através de golpe de Estado, por diferentes motivos: guerras carlistas constantes, guerra de Cuba, pobreza e falta de industrialização,... A monarquia hispânica não aguenta e a nobreza desconfia do monarca. Durante a curta vida da república (1873-1874) duas propostas de Estado serão debatidas em Madrid. A primeira delas é unionista e vê a Espanha como uma única nação; os setores de esquerda incluem Portugal dentro da nação espanhola e Andorra (veja mais em História de Andorra). A segunda pretende um Estado federado onde as nações que constituem a Espanha convivem em estados autónomos (mesmo no projeto federado, Andorra é reclamada). A proposta federalista, apoiada pela Catalunha e País Basco, é muito mal aceite por Castela e desencadeia a Terceira Guerra Carlista. O rei, Carlos VII, para recuperar a monarquia, propõe à Catalunha e ao País Basco de recuperar as instituições abolidas em 1714 pelos Decretos de Novos Plano, em troca da Catalunha e País Basco ficarem dentro da Espanha e ajudaram-no a restabelecer a monarquia. O projeto carlista é acompanhado por Afonso Carlos de Borbon, irmão de Carlos VII. A burguesia catalã, situada à direita e pouco republicana, apoia o golpe de Estado que prepara o fim da jovem República. Mas o projeto federalista seguem em frente. Francesc Pi i Margall, catalão, é proclamado Presidente.
Em reação as virulências em contra do projeto federalista, deferentes províncias decidem de se revoltar no levantamento cantonalista. Nascem autonomias artificias que convivem com as nações catalã e basca. O levantamento cantonalista pretendia fazer fracassar o projeto unionista, mas não teve força. O golpe de estado monárquico já tinha todos os elementos necessários para restabelecer o poder do rei, Afonso Carlos de Brobon. E será isso mesmo o que acontecerá em 1874.
Para perceber o cenário político posterior ao restabelecimento da monarquia é necessário compreender dois elementos que se unem em 1874. Durante todo o século XIX a Catalunha e os Países Catalãs vêm-se submergidos no Romantismo (veja mais em Renascença e Catalanismo). A exaltação da identidade nacional catalã constrói o caminho para o projeto político da República Catalã independente. E este começa a representar uma verdadeira realidade com o fracasso do projeto federalista e o fim da República Espanhola. A elite burguesa catalã percebe que não há alternativas e a Renaixença começa a projetar os primeiros partidos políticos explicitamente independentistas. No final do século XIX e até hoje o movimento nacionalista catalão, assim como o nacionalismo basco, tem tentado proclamar a independência. Castela tem reagido sempre através das armas e da ditadura para sufocar tais tentativas.

### Renascença e Catalanismo

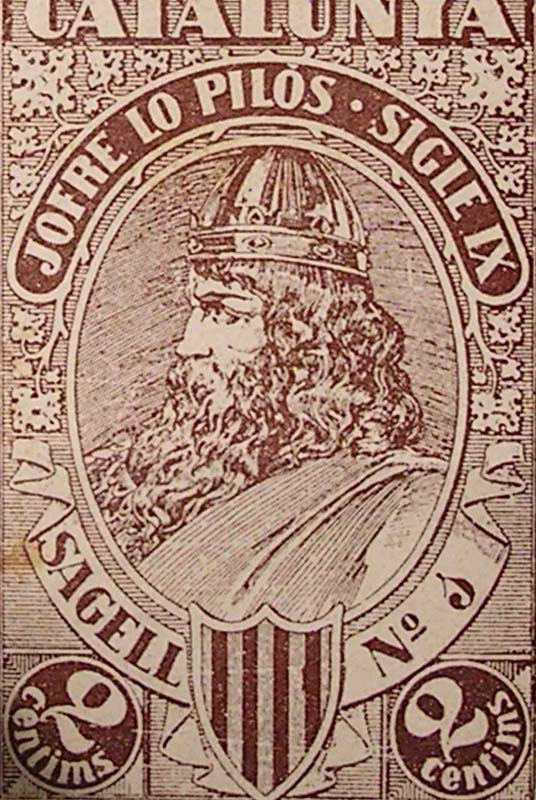
Nos finais do século XIX nasceu o movimento chamado em catalão "Renaixença", que foi o início das reivindicações do catalanismo político.

Na segunda metade do século XIX a Catalunha é diferente da Espanha. Tem língua própria, cultura própria, tradições próprias e visões próprias. Além disso, a nação catalã construiu-se através de uma sociedade moderna, industrial e urbana. Esta sociedade procura consolidar os seus rasgos pessoais. O movimento da Renaixença deve ser, por tanto, compreendido como à consequência de uma sociedade industrial e adaptada aos temos que decorrem.
Na Europa o romantismo exaltou literatura, língua, tradições, história e identidade. Influenciados por este panorama, checos, eslovenos, croatas, sérvios,... começam a caminhar em direção à emancipação, no mesmo momento que italianos e alemães preferem à unificação. A Renaixença catalã não deixa de ser outro movimento romântico que percebe com a quebra da República Espanhola que a melhor solução é emancipar-se, construindo assim o catalanismo (=nacionalismo catalão) por volta da língua, cultura, tradições, força industrial e história.
Em 1833 Carles Aribau, escritor, poeta, economista e político, publica a “Oda a la pàtria” no jornal El Vapor, um poema escrito em catalão e língua cara, onde exalta a língua catalã e a Catalunha. É considerado o ponto de início da Renaixença. Num primeiro lugar, o catalanismo faz da arte românica um elemento da identidade nacional catalã, deslumbrado pelo passado medieval; e depois através do modernismo acrescenta mais afirmação. Dentro do modernismo destaca-se a Sagrada Família de Antoni Gaudí. A língua catalã renasce depois de anos de decadência, empobrecimento e proibição. O nacioanlismo faz reviver o teatro, exalta os Castellers, sardanes e outras tradições. Aparecem os primeiros jornais nacionalistas. A geografia, botânica, espeleologia e excursionismo são reavivados.
E finalmente a Renaixença ativa a política para projetar um país independente. O catalanismo, nacionalismo catalão, começou a estruturar-se por volta de dois conceitos. O conceito unitário e irredentista, como no caso italiano, que concebe uma única nação catalã que compreende Valência, Ilhas Baleares e Catalunha (Andorra e o Rosilhão entram dentro da Catalunha). O conceito federal, por sua vez, concebe o catalanismo como a construção de diferentes estados catalães, unidos por federação ou separados, mas unidos por uma mesma cultura, língua, história e tradições. O primeiro conceito, a Grande Catalunha, pode ser visto na atualidade por certos territórios dos Países Catalães como ingerência depois de que Andorra conseguisse a autodeterminação em 1994, mesmo que no século XIX a Andorra, por exemplo, tivesse experimentando e construído a sua identidade através da Renaixença catalã.
Países Catalães é a expressão ou conceito nacionalista catalão para referir o conjunto dos territórios de língua e cultura catalã. O termo aparece no século XX porque no século XIX a situação dos territórios que formam os Países Catalães permitia atingir com mais facilidade o conceito de Grande Catalunha. Nos finais de século XX essa possibilidade começou a apresentar-se com mais compilações e dai surgiu a expressão.

### Guerra da Independência de Cuba

Estelada, bandeira independentista catalã.

A bandeira independentista catalã, a estelada, nasce após a Guerra da Independência de Cuba. Durante o conflito armado houve catalães que se deslocaram até Cuba para apoiar o movimento secessionista cubano. A empatia que desprendiam o desejo de emancipação de várias nações sob tutela hispânica, levou durante a história, diferentes catalães a combater com marroquinos, cubanos, franceses, bascos,... Foi o caso de Vicenç-Albert Ballester, um empresário catalão, que quiz partir para Cuba e contribuir ao processo de separação cubano. Era proprietário do jornal catalanista La Tralla. Terá sido ele quem teve a ideia de acrescentar um triângulo azul com uma estrela à bandeira tradicional e nacional catalã. Publicada no início do século XX no seu jornal, a bandeira começa a ser usada como símbolo de combate e resistência. As cores azul e branca do trigângulo estão inspiradas na Revolução Americana e Francesa. No caso do azul, a cor representa humanidade, e no caso do branco, a cor simboliza liberdade; o conjunto inspira-se da bandeira cubana. Durante os séculos seguintes a estelada é exibida em Espanha nas manifestações independentistas. No entanto, no início do século XX, sobretudo durante o franquismo, a estelada só será exibida fora da Catalunha porque o governo espanhol, quer seja republicano, monárquico ou fascista, proibia e reprimia qualquer tipo de exibição. Ainda na atualidade o governo espanhol tenta proibir a estelada, sobretudo se a manifestação independentista consegue ter repercussão internacional.

## S. XX

### Primeira Guerra Mundial

#### A Semana Trágica
Setmana Tràgica é o nome que a historiografia deu à repressão vivida em Barcelona na semana do 15 de julho ao 2 de agosto de 1909. A Espanha encontrava-se em guerra contra Marrocos nas já habituais guerras arrastadas do século XIX entre Espanha, Marrocos e França. Então, duranta a Segunda Guerra de Marrocos, a Espanha exige reservistas catalãs, mas estes não se querem apresentar. Sindicatos, anarquistas e socialistas aproveitam para promover uma manifestação em Barcelona que exiba o mal estar catalão para com a guerra colonial marroquina. Assim, durante a semana do 15 de julho até ao 2 de agosto de 1909, saem à rua milhares de pessoas para protestar contra o monarca e este reage com violência. Manda as tropas e estas reprimem arbitrariamente as manifestações, aplicam processos militares e penas de morte. Francesc Ferrer i Guàrdia, membro de Escola Moderna, morre por pena de morte. A imprensa internacional informa da tragédia com grande repulsão. A semana do 15 de julho até o 2 de agosto de 1909 fica conhecida como Semana Trágica.

#### Os voluntários catalães na Grande Guerra
A Primeira Guerra Mundial abriu esperanças quanto à autodeterminação da nação catalã. Houve uns 1000 catalãs voluntários na Legião Estrangeira à combater no lado francês contra a Alemanha em favor das potências aliadas. Eram catalãs que tinham imigrado para a França porque tinham sido perseguidos pelo governo espanhol devido as suas ideias políticas. Uma vez que começou a guerra acharam que deviam defender a França e lutar pelos valores, posteriormente, conhecidos como wilsonianos. Na Catalunha diferentes iniciativas populares e institucionais tinham começado a se organizar para recuperar a autonomia catalã, tendo a autodeterminação como objetivo final. Foi por esse motivo que a União Catalanista estimou que devia apoiar aqueles voluntários catalãs que se alistaram à Legião estrangeira. Pensavam que desta maneira conseguiriam projetar a causa independentista catalã para o resto do mundo. A França não acolheu os catalãs com grande entusiasmo e nas trincheiras francesas o catalão, assim como o neerlandês, estava proibido de se falar. Mas isso não impediu os voluntários catalãs participar na guerra com a sua recém estreada bandeira independentista: a estelada. Também foi criado durante a guerra o Comité Nacional Catalão por mimetismo do checo. Este apoiou a situação das nações balcânicas e da lituana. No final da guerra os quatorze pontos do presidente norte-americano Woodrow Wilson derem esperanças ao nacionalismo catalão. Mas a Grande Guerra foi só uma ilusão, um desejo frustrado. Embora Woodrow Wilson recebesse cartas da União Catalanista, a recém criada Sociedade de Nações não permitiu a autodeterminação das nações europeias reprimidas sob outros estados. Poucas foram reconhecidas, outras menosprezadas, como foi o caso da República Checa invadida pela Alemanha nazi sem que os aliados fizessem alguma cosa.

#### A Mancomunitat

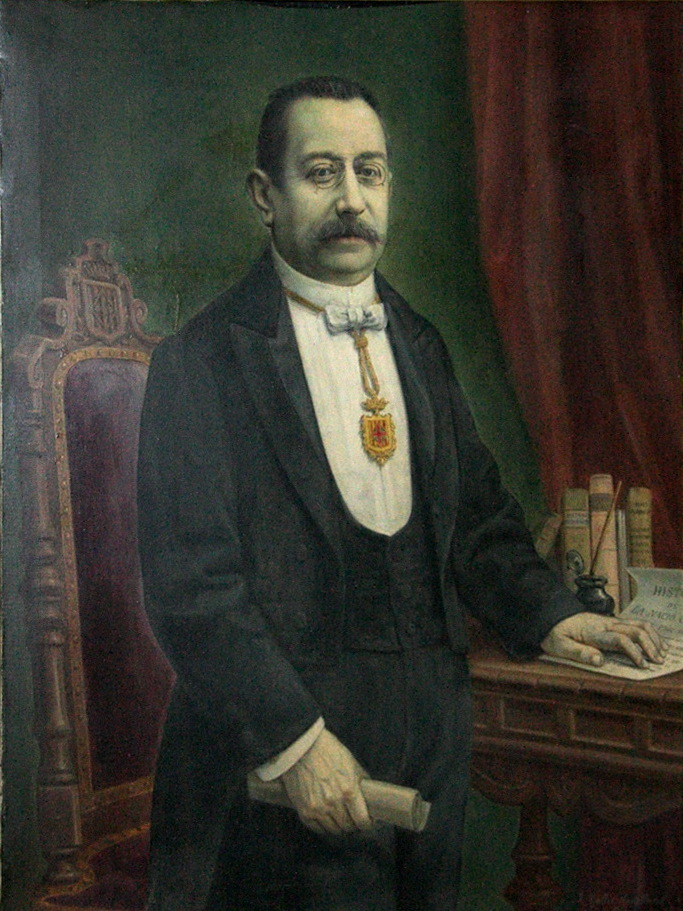
Prat de la Riba, presidente da Mancomunitat

O início de século XX é totalmente contraditório e acelerado no tempo. Enquanto que em Barcelona milhões se manifestam em contra da guerra colonial de Marrocos e que catalães participam na Grande Guerra com a esperança de lhes ser reconhecida a nação e projetar a secessão, na Catalunha um partido de centro direita e partidário da amiguidade entre a Espanha unida e a Catalunha separada, a Lliga Regionalista, ganha as eleições. A Lliga Regionalista ainda acreditava na possibilidade de um estado federado que reconhecesse a nação catalã e que soubesse comviver com ela. O partido tentou recuperar o autogoverno durante os seus mandatos. Neste sentido, o seu projeto principal foi pedir ao govern espanhol de ceder a um Estatuto.
Um Estatuto na Espanha é uma forma de Constituição para cada estado federado e que autoriza a criação de um executivo e parlamento próprio a cada comunidade autônoma (eufemismo para não falar de estados federados). Nunca se tinha proposto tal coisa até aquele momento. Conscientes de que a Catalunha era uma nação, mas que para chegar à independência devia recuperar o seu autogoverno, a Lliga Regionalista lutou para que o Estatuto fosse uma realidade, em vão.
Só lhe foi autorizada a criação da Mancomunitat em 1914. A Mancomunitat é o nome com que se conhece a união administrativa sob um único responsável das localidades de Lleida, Barcelona, Tarragona e Girona. Tem uma importância considerável porque, embora não tivesse poder para se comportar como um governo, permitiu de maneira astuta o retorno do autogoverno. Isso foi possível graças ao seu cabeça, Enric Prat de la Riba, autor de La nacionalitat catalana, livro publicado em 1906 e onde expõe o nacionalismo catalão, que preparou a Catalunha culturalmente e economicamente para um autogoverno pleno.
A Mancomunitat, por exemplo, fez construir escolas, bibliotecas, estradas, redes telefónicas,... e conseguiu que na Catalunha o catalão fosse outra vez autorizado. Fundou o Institut d'Estudis Catalans, a máxima autoridade académica na Catalunha, a mesmo nível que o Instituto Camões para Portugal. A gramática catalã foi modernizada e pouco a pouco foi-se preparando a nação para uma tomada de consciência nacional. Se em 1714 a Catalunha tinha perdido a independência, em 1914 esta estava de volta, mesmo que sob regime de autonomia.

### Ditadura de Primo de Rivera

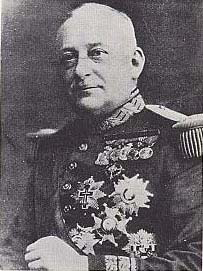
O militar Primo de Ribera, responsável da ditadura de entre guerras na Catalunha, Espanha e País Basco

A ditadura de Primo de Rivera foi um regime político autoritário que se instalou na Espanha entre o 13 de setembro de 1923 e o 28 de janeiro de 1930 sob a direção do geral Miguel Primo de Rivera y Orbaneja, com o apoio e aceitação do monarca Afonso XIII. Devido ao crescimento do proletariado, aos desejos independentistas catalães e bascos, a crise económica pela contração dos mercados devido a Primeira Guerra Mundial e à pouca aceitação da autodeterminação das colónias, o monarca aceita o Golpe de Estado de Primo de Rivera, que encontra o apoio no exército, na burguesia castelhana e na Igreja Católica. Influenciado pelo fascismo italiano, o sistema de governo de Rivera reprimiu o catalanismo e toda amostra de catalanidade, radicalizando o nacionalismo castelhano, suprimindo a Mancomunitat, proibindo uma vez mais o catalão, os símbolos nacionais da Catalunha e do País Basco, etc. Parente a situação de ditadura e repressão o catalanismo mobilizou-se por volta de Estat Català, liderado por Fancesc Macià, tentando fazer fracassar a ditadura através de um assalto que se estava a preparar no sul da França e que pretendia partir da Andorra até chegar a Barcelona e forçar a queda da ditadura. A Liga Regionsalista, o nacionalismo catalão mais moderado, perdeu prestígio, por contra, Estat Català chegou a máximos históricos durante as eleições da Segunda República.

#### Surrealismo
Durante o período de entre guerras o surrealismo tomou muita fama no mundo da arte. Salvador Dalí, pintor catalão, conseguiu fama pelo seu trabalho surrealista. O trabalho de Dalí chama a atenção pela incrível combinação de imagens bizarras, oníricas, com excelente qualidade plástica. Dalí foi influenciado pelos mestres do classicismo. Tanto ele como Joan Miró i Ferrà são os máximos representantes do surrealismo na Catalunha. Miró nasceu em 1989 na Catalunha e é conhecido pelas suas esculturas, pinturas e gravuras.

### República e autonomia

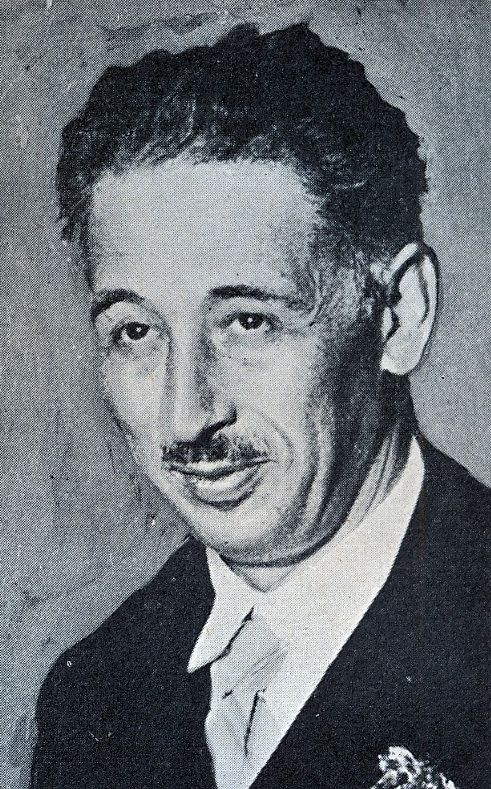
Lluís Companys, presidente da Catalunha.

A tentativa de libertação desestima finalmente Andorra e prefere Prats de Molló devido à forte presença militar em Seu d’Urgell, na fronteira com Andorra. Em 1926 Francesc Macià lança a ofensiva de libertação mas a polícia francesa consegue pará-lo. É detido na prisão por ordem da Justiça francesa durante dois meses. Em 1929 a ditadura de Primo de Rivera cai definitivamente ao mesmo tempo que o craque borsário americano deixa a Europa economicamente pior do que já estava. Afonso XIII resolve convocar eleições municipais e estas serão finalmente o fim da monarquia Espanhola. O 12 de abril de 1931 os partidos republicanos ganham em território espanhol com maioria e por plebiscito. O monarca prefere abandonar para evitar um banco de sangue. Abdica e a República é proclamada por segunda vez. As eleições foram totalmente favoráveis ao partido político Esquerda Republicana da Catalunha, uma união entre diferentes partidos independentistas e republicanos, entre os quais estava Estat Català.
ERC tinha pactado com os partidos republicanos espanhóis. Estes prometiam a ERC um Estatuto para a Catalunha se ERC dava apoio aos republicanos espanhóis durante as eleições. A vitória republicana fez saltar a rua a população que celebrou o final da ditadura e da monarquia. Na Catalunha, Francesc Macià, líder do ERC e futuro presidente catalão, aproveita a situação para proclamar a República Catalã em fraternidade com os povos da Península Ibérica. Mas a proclamação não foi bem aceite pelo governo de Espanha, embora fosse uma proclamação federalista.
A partir desse momento, foi elaborado um Estatuto para a Catalunha aprovado com 99% dos votos por referendo e uma participação de 75%. O novo estatuto conferia oficialidade à língua catalã, restabelecia o autogoverno da Catalunha e designava a nação como um estado. Mas o Estatuto foi totalmente modificado pelo governo republicano espanhol que não via com bons olhos que a Catalunha se achasse um estado autônomo. Depois de modificado o Estatuto de Núria passou a reconhecer a Catalunha como uma simples região autónoma, algo totalmente contrário à aquilo que tinham expressado os catalães nas urnas. Mesmo que não conseguisse a República independente, Francesc Macià (sucedido por Lluís Companys em 1933) é relembrado por ter conseguido recuperar uma verdadeira autonomia para a Catalunha depois da derrota de 1714. Mas ainda havia gente que se resistia a reconhecer, mesmo sob regime de autonomia, a nação catalã. Foi o caso do geral do exército espanhol Sanjurjo que tentou um golpe de Estado falido em 10 de agosto de 1932 contra a II República e contra o Estatuto catalão.

### Guerra Civil na Catalunha
Vários fatores explicam o início da Guerra Civil na Espanha. Em primeiro lugar está a impossibilidade de estabelecer uma República. Ao longo do século XIX a Espanha desatou-se em três guerras que não conseguiram liberalizar e modernizar o país. A Revolução Industrial entrou tarde e no início de século XX os progressos na economia não se tinham refletido nas condições sociais. O craque borsário de 1929 nos Estados Unidos contribuiu a fraquejar ainda mais a economia da Europa, que apenas tinha acabado passar por uma longa guerra de quatro anos. Contudo o fascismo começou a subir e Hitler não demorou a entrar no governo alemão.
Na Espanha o nacionalismo espanhol radicalizou-se virando para o lado fascista. Não se aceitava de nenhuma das maneiras que a Catalunha e o País Basco pudessem se governar a eles próprios. As tentativas de criar uma República federada que soubesse incorporar as nações catalã, basca e castelhana fracassavam num contexto político altamente tenso. Isso veio revoltar a direita contra o governo republicano que tinha iniciado tímidas reformas agrária e progressistas, tais como o sufrágio feminino. Mas as reformas não eram aceites pelas classes que dominavam desde a monarquia, tais como latifundários, Igreja Católica e elite agrária.
O golpe de Estado falhado de Sanjurjo que pretendia acabar com as reivindicações catalãs deu azo a um novo golpe de Estado no dia 18 de julho de 1936. Comandado pelo general Francisco Franco, futuro ditador, a Espanha, País Basco e Catalunha entram em guerra. Uma guerra de caráter internacional, pois será o mecanismo de ensaio da Segunda Guerra Mundial por parte da Alemanha nazi.
Efetivamente o ditador italiano, Mussolini, e alemão, Hitler, assim como outros países fascistas, resolvem ajudar o golpe militar fascista na Espanha. Durante 3 anos a guerra condena a morte milhões de pessoas e obriga a mais de meio milhão de pessoas a pedir refúgio. O destino principal foi a França e a Andorra. As nações catalã e basca colocam-se do lado republicano, enquanto que em Castela –de forma geral– o fascismo ocupa quase todo o território. Ainda que houvesse fascistas na Catalunha e que a própria população catalã se defrontasse entre ela, o panorama político deixou evidente as diferenças grandes que existem entre as nações castelhana, basca e catalã.
Os partidos comunistas catalães resolveram unir-se sob o Partit Socialista Unificat de Catalunya (do catalão, Partido Socialista Unificado da Catalunha), enquanto que os outros partidos políticos uniram-se no Comitè de Milícies Antifeixistes (do catalão Comité de Milícias Antifascistas). A comunidade internacional decidiu não intervir e não ajudou a República Espanhola. Optou-se por uma posição de neutralidade, tal como foi o caso durante a invasão das repúblicas atuais de Chéquia e Eslováquia pelos nazis. Esta falta de ação intencionada que devia supostamente evitar uma segunda guerra mundial, provocou precisamente o contrário. Hitler, por exemplo, provou a sua capacidade militar na aldeia de Guernica, no País Basco, que foi bombardeada durante 3 horas. Pablo Picasso denunciou naquela altura a situação de guerra e de desprezo sofrido com sua pintura de mesmo nome que a aldeia. Aproveitando a situação, comunistas catalãs resolveram perseguir membros da Igreja Católica e o governo catalão viu-se na obrigação de os ajudar a se refugiar noutros países. Apesar da neutralidade internacional, houve voluntários de países a participar na guerra. As Brigadas Internacionais trouxeram soldados britânicos e americanos. George Orwell, escritor e célebre pela sua obra 1984, veio participar e defender a República e os valores republicanos.
O Ebro representou o ponto decisivo da guerra. A Catalunha foi o último território a resistir a ofensiva fascista e na Batalha do Ebro não resistiu por mais tempo. O governo catalão foi obrigado a se refugiar na França. Então entra o fascismo vitorioso na Espanha e proclama uma ditadura chefiada por Francisco Franco. A ditadura franquista foi uma das mais repressivas da Europa, a mesmo nível que o nazismo o mussolinismo.

### Ditadura franquista

#### Pós-guerra e Segunda Guerra Mundial

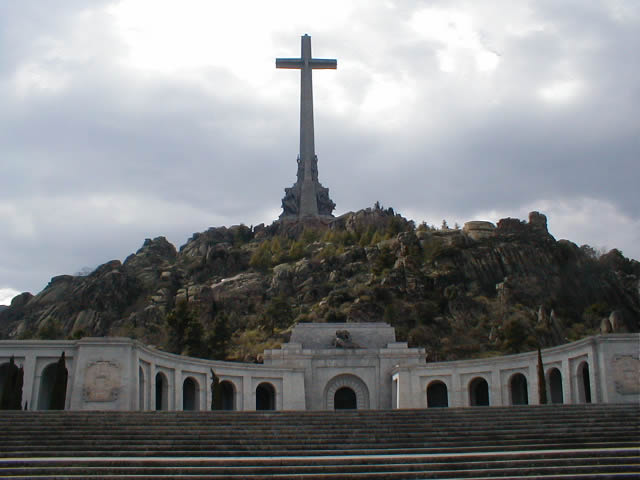
O ditador Franco madou construir um mausoleu que ainda está em pê e é exaltado cada ano por fascistas espanhóis no dia da Hispanidade; celebração marcada pelo ditador como Dia da Raça.

A pós-guerra foi fatídica para os catalães. A Europa entrou finalmente na guerra e Hitler conseguiu ganhar posições até invadir o norte da França. Esta situação teve consequências catastróficas para o continente que se encontrou em pouco tempo quase todo sob regime fascista e soviético. Logo após à guerra, Franco arranja maneira de ocupar o seu cargo de forma vitalícia. Os catalães refugiados escolhem a França, Andorra, América ou México e a URSS para aqueles que simpatizam com o comunismo. Mas a entrada dos nazis na França fez que os campos de acolhimento franceses se tornassem em campos de trabalho e concentração. Franco também construiu campos de concentração e foram milhões os catalães a morrerem em campos nazis ou franquistas. O regime de Francisco Franco impôs a censura e a exterminação da oposição. Foi particularmente duro para com catalães e bascos porque pretendeu exterminar qualquer sinal identitário catalão e basco. As empresas catalãs foram boicoteadas. Entraram em recessão. A economia entrou numa fase paralise. Fome, autarquia, corrupção, proibições energéticas, paragem industrial e crescimento do mercado negro. Aqueles catalães que conseguiram fugir do regime tentaram combatê-lo a partir da França, nomeadamente através de guerrilhas chamadas "maquis". Outros resolveram combater o fascismo alemão ajudando a resistência francesa. Lluís Companys, presidente do governo catalão, foi detido pela polícia alemã quando o nazismo conseguiu invadir a França. Entregue ao fascismo espanhol, será julgado no castelo de Montjuïc e condenado à morte, onde terá pronunciado "visca Catalunya" (em catalão, viva a Catalunha). O governo catalão no exílio na França tentou fazer valer os direitos da Catalunha sem grande sorte. Josep Irla foi escolhido presidente no exílio. Outro dos grandes objetivos do franquismo foi eliminar o catalão e toda amostra de catalanidade. Para isso a propaganda foi posta ao serviço do fascismo. Houve censura de toda publicação em língua catalã. Falar catalão era motivo de pena de morte. Nas ruas os cartazes obrigavam as pessoas a "falar a língua do império" (o castelhano). A escola foi usada para castelhanizar os bascos e catalães. As ruas, nomes próprios e outras denominações foram castelhanizadas à força. Foi proibido nas universidades e perseguido no âmbito intelectual. Grandes intelectuais catalãs foram assassinados.

#### Guerra Fria
A Guerra Fria melhorou as condições económicas, mas não políticas, durante os anos 1960. Devido ao confronto este e oeste, vários países em ditadura foram apoiados por um lado ou outro, podendo entrar em guerra. No caso do franquismo, este abriu-se ao capitalismo após os EUA instalarem em 1953 bases militares. Aproveitando a situação de guerra, o ditador espanhol auto-proclamou-se sentinella de Occidente numa táctica de afastamento premeditado contra o comunismo e que pagou, embora houvesse redes de resistência comunistas na Espanha. A liberalização do comércio, a entrada de capital estrangeiro, o restabelecimento do mercado de divisas,... transformou a Catalunha. A economia catalã diversifica-se e vê aparecer o turismo de massas. O urbanismo especulativo fez crescer casas e edifícios como cogumelos. Apareceram os primeiros automóveis, as primeiras televisões, o cinema (censurado), novos interiores,... Tudo sob um regime autoritário e militarizado que condenava à morte todo aquele que não pensa como ele. Mesmo assim, estas transformações também mudaram a mentalidade dos catalães e isso deu ares a aqueles que resistiam contra a ditadura.

#### Resistência anti-franquista
As décadas de 1960 e de 1970 são consideradas como o ponto de retrocesso da ditadura, especialmente a última. Em 1959 a resistência antifranquista decide finalmente sair a rua e não se esconder mais. A partir deste momento a oposição ao regime é cada dia mais visível e isso faz incrementar a pressão policial na sociedade. Os Fets del Palau de la Música marcam, neste sentido, o início do fim do medo. No dia 19 de maio de 1960 é celebrada uma homenagem ao poeta catalão Joan Margall no Palau de la Música. O regime proíbe os assistentes de cantarem El cant de la Senyera, poema de Joan Margall. Mas o público desobedece e a subsequente repressão não passa desapercebida. Entre os detidos está o futuro presidente da Catalunha, Jordi Pujol.
Apenas uns anos depois o caso do padre Escarré enterra o regime causando grande desconcerto dentro do fascismo espanhol. A Igreja Católica tinha dado apoio ao regime franquista, mas no dia 14 de novembro de 1963 o padre Escarré publica um artigo no jornal francês Le Monde onde critica abertamente o regime e defende os direitos da nação catalã. O padre é condenado ao exílio mas marca outro precedente porque coloca um membro da Igreja Católica contra o regime que tinha usado o nacional-catolicismo como ideologia de governo.
Os jovens começam a perder medo e pouco a pouco saem também à rua. O regime resolve tentar parar a situação com tortura sistemáticas. Mas as publicações clandestinas têm cada vez mais apoio. Foi neste contexto que se criou a Gran Enciclopèdia Catalana. Os membros dos partidos políticos em clandestinidade aumentam e a música em catalão começa a representar uma forma de resistência ao regime. Em 1961, por exemplo, a criação do grupo de música catalão Setze Jutges marca o início da Nova Cançó (do catalão, Nova Cançó). A Nova Cançó foi o nome que se deu o renascimento do catalão no âmbito musical. Proibido durante anos, o catalão foi revitalizado através da música rock. Deste período destaca-se o grupo SAU e a sua canção “Boig per tu”.
A ETA, o grupo armado independentista de mesmo estilo que a IRA, e a FRAP (Front Revolucionari Antifeixista) são perseguidos pelo franquismo que não os consegue calar. A resistência já não tem só lado pacífico, mas passou também a exercer-se pelas armas. Em 1975 morre o ditador e a Espanha caminha progressivamente durante os últimos anos da década dos 1970 para a democracia. A monarquia é restaurada e os militares espanhóis alojados no Sáhara são obrigados a sair com pressa depois do fim da ditadura portuguesa. Os últimos rezidus do fascimo europeu, o regime franquista e salazarista, têm os dias contados. Numa última tentativa de impor medo, Salvador Puig Antich, um jovem catalão e antifascista, é condenado em 1974 a pena de morte com o método de garrote vil.

### Transição e o café para todos
A Transição Democrática ou simplesmente Transição é o período que se estende da morte do ditador Francisco Franco até à restauração da monarquia sob regime parlamentar. Durante este período o regime fascista tenta resistir como pode. Em 1973, por exemplo, Luís Carrero Blanco, militar e segundo cabecilha do franquismo, é escolhido pelo regime como Presidente de Governo com a finalidade de suceder ao ditador. Mas Franco desejava que o seu sucessor fosse o rei Juan Carlos de Bourbon cuja família vivia em exílio. O ditador tinha-o educado durante a sua infância para que este continuasse o seu trabalho uma vez chegasse à idade adulta.
O ditador encontrava-se mal de saúde e no dia 20 de novembro de 1975 morre acamado. Dois dias depois Juan Carlos é proclamado pelo regime como monarca e sucessor, pois a tentativa de colocar Luís Carrero Blanco no poder falhou depois de a ETA o assassinar num atentado. A 21 de maio de 1976 é restabelecido provisoriamente o Estatuto de Autonomia da Catalunha de 1932 e restabelecido provisoriamente o governo da Generalidade da Catalunha. O rei delega em Adolfo Suarez a presidência do governo espanhol em 3 de julho de 1976.  Em 15 de dezembro de 1976, com a aprovação da Lei de Reforma Política, a Constituição espanhola começa a ser elaborada e no mês seguinte começam a ser entregues expedientes de legalização de diversos partidos políticos.  Ao mesmo tempo que na Andorra inicia-se uma primeira revolta paralela que permite a autodeterminação em 1994 (ver mais em História de Andorra).
No mês de junho de 1977 as primeiras eleições democráticas após o início da Guerra Civil de 1936 colocam Adolfo Suárez, da Unión de Centro Democrática, um antigo franquista, na presidência do país. Na Catalunha os partidos em favor de um Estatuto novo ganham com maioria absoluta. Mas o partido independentista Esquerda Republicana da Catalunha (Esquerra Republicana de Catalunya) ainda não foi legalizado. Mesmo assim, no dia Nacional da Catalunha, 11 de Setembro de 1977, milhões de catalães saltam à rua para reclamar “llibertat, amnistia, Estatut d'Autonomia” (do catalão, Libertade, amnistia, Estatuto de autonomia).
O governo de Adolfo Suárez é então obrigado a restituir definitivamente o governo catalão e permitir o regresso do presidente catalão, Josep Tarradellas, exiliado devido à ditadura, o que acontece a 23 de outubro de 1977. Seria o único político sobrevivente da II República Espanhola a regressar ao país. Paralelamente, no dia 6 de dezembro de 1978 a nova Constituição do reino de Espanha é aprovada por referendum. Estabelece um regime de monarquia parlamentar com Juan Carlos de Bourbon na chefia de Estado e com uma estrutura federada, chamada popularmente “café para todos”. Quer dizer, a Constituição é criticada por analistas em ciências políticas, historiadores e independentistas catalães e bascos, além de republicanos espanhóis. Isto porque durante o processo constituinte a população nunca foi perguntada sobre a Constituição, nem sobre se achava que devia passara para regime republicano. Também porque as nações catalã e basca são obrigadas a viver em regime de região autonómica (eufemismo para não falar de Estados federados) junto de outras autonomias artificiais. Para diferenciá-las, a Constituição fala de regiões históricas ou nacionalidades (eufemismo para não reconhecer explicitamente a existência de nações) e regiões autonómicas (simples regiões transformadas artificialmente em estados). Além disso, a língua castelhana volta a ser imposta e o catalão e basco recebem caráter de co-oficiais, estabelecendo desta maneira uma jerarquia entre línguas. Outros elementos acontecidos nos anos 1980 permitiram reforçar estas avaliações.
Evidencia-se com o golpe a resistência fascista espanhola e a dificuldade de aceitar a diversidade do Reino de Juan Carlos. Mesmo assim, em 1978 é elaborado o novo estatuto da Catalunha em SAU, aprovado em referendum no 1979 por 88% dos eleitores e com mais de 40% de abstenção.

### A década dos 1980
As primeiras eleições ao Parlamento da Catalunha celebram-se a 20 de março de 1980 e a primeira sessão, constitutiva, é no dia 10 de abril do mesmo ano.
Com as primeiras eleições nacionais catalãs que dão a vitória a Jordi Pujol, este assume o governo no dia 8 de maio de 1980. Membro do partido CiU, é elegido presidente e consegue durante a década ganhar todas as eleições, colocando-se no poder até 2003. Os objetivos do governo de Pujol foram a melhoria das condições materiais, a coesão social e a recuperação nacional catalã.
No dia 23 de fevereiro de 1981 o militar António Tejero tenta um golpe de Estado militar em Madrid, para provocar o fracasso do projeto de Constituição e impor uma vez mais a ditadura, mas será em vão e acabará detido e preso.

#### As inundações de 1982
A nova etapa da Catalunha começa com as inundações de 1982 na noite do 7 ao 8 de novembro quando certa de 600 litros por m² cairam na Catalunha inundando completamente o território. Foi uma situaçõa de crise que o governo de Jordi Pujol teve de afrontar. Nos Países Catalães, as inundações só atingiram a Catalunha e Andorra. Na Andorra elas causaram grandes destroços e caos. Na atualidade as inundações de 1982 são relembradas habitualmente tanto na Catalunha como na Andorra.

#### Normalização linguística

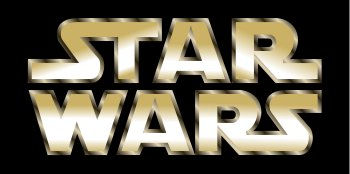
Star Wars foi dos primeiros filmes a serem traduzidos ao catalão e um exemplo mais da chegada da cultura de massas.

As políticas de normalização linguística coincidiram com a entrada da cultura de massas americana. O nome de normalização linguística é a expressão que se usa nos Países Catalães para referir as políticas de incentivo à população para que aprendam a falar catalão. Estas leis e outras iniciativas explicam-se pela anulação que tentou durante séculos o governo espanhol, quer seja sob monarquia, ditadura ou república, contra a língua catalã e basca. No fim da ditadura o uso do catalão era realmente muito baixo. Os catalães tinham sido proibidos de falar a sua língua natural quase desde o início de século XX. Foi com a intenção de parar com as políticas de censura que na Catalunha e no resto de Países Catalães foram lançadas campanhas de aprendizagem e acolhimento da imigração na língua natural dos catalães. O catalão encontrava-se na altura em risco de extinguir-se.
Para isso o governo catalão criou a primeira televisão em língua catalã, TV3, e o canal de televisão estatal espanhol emitiu emissões em catalão na Catalunha. Foi assim que os catalães puderam ver pela primeira vez os Simpsons em língua própria ou o Bairro Sésamo. A criação de um canal de cultura, canal 33, e os primeiros filmes e desenhos animados em catalão foram muito importantes (ex.: os Smurfs, o Doraemon, ET, Guerra das Galáxias...). A televisão a cor acompanhou estes novos ares. Foi criado um programa de autoaprendizagem de catalão chamado Digui Digui bastante famoso. Os espetadores catalães puderam adaptar-se à cultura de massas com séries televisivas como Dallas, Príncipe de Bel-Air, Academia A Team, Batman,... Dos programas de televisão em catalão a destacar estão Amor a primera vista, Filiprim, La Costa Nostra, 30 Minuts,...
Os anos 80 também são o auge dos walkmans, dos clipes musicais com a MTV a liderar no âmbito da música, das primeiras cabines telefónicas, dos primeiros telemóveis, das séries de McGyver, dos Caça-fantasmas e dos videojogos. A música em catalão teve uns quantos anos de tentativas tímidas. Els Pets, Sopa de Cabra ou SAL são alguns dos grupos exitosos que aproveitaram a abertura para cantar finalmente na sua própria língua. O clube de Futbol Club Barcelona, mais conhecido como Barça, teve anos de grande êxito graças a Diego Armando Maradona. O clube de futebol tentou ser um elemento mais da construção da identidade catalã. O musical Dagall Dagom foi uma amostra mais que se podia fazer teatro em língua catalã. Nas escolas finalmente pôde-se ensinar o catalão, além de ser obrigatória, e o governo catalão finalizou a década dos 80 com o milenário do nascimento da Catalunha, uma celebração que tinham o objetivo de recuperar a memória e afirmar a identidade catalã através da história da nação.

#### Libertação sexual

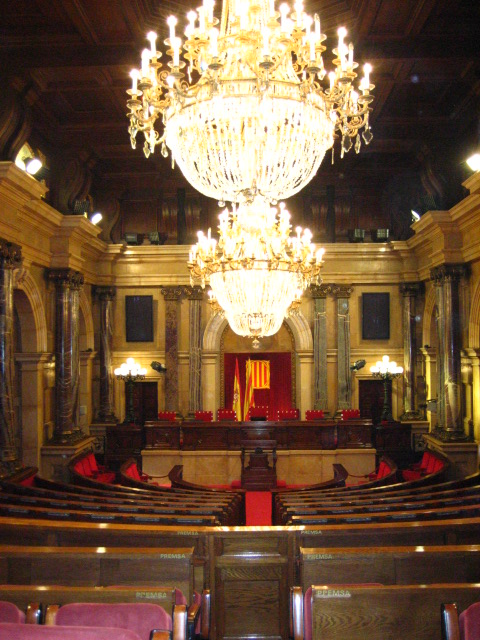
Interior do parlamento da Catalunha onde foram votadas a Leis de não discriminação ao coletivo homossexual

O fim da ditadura na Catalunha, no País Basco e na Espanha representou uma abertura grande no que diz respeito às mentalidades. Durante este período é aprovada a primeira Lei de divórcio, após o franquismo tê-la suspendido. A Igreja Católica e os setores políticos mais conservadores foram duros com a lei e criticaram o governo no poder. Aprovar a lei não foi fácil devido à oposição católica, mas também aos partidos como a UCD, pedindo demissões. Mesmo assim a Lei ficou aprovada no parlamento central no dia 7 de Julho de 1981. A lei do divórcio foi só uma das muitas que virão quebrar com o passado fascista. Foi o caso da Lei do aborto, altamente controversa. Esta sofreu várias modificações no século XX devido à atitude dos partidos conservadores que tentavam suavizá-la quando chegavam ao poder.  Na Catalunha sempre houve uma tradição mais progressista que na Espanha neste âmbito. Já em 1936 o parlamento catalão autorizava o aborto para as 12 primeiras semanas. Também foi uma grande revolução a introdução da pílula e os primeiros filmes sem censura que mostravam corpos nus sem tabu. Apareceram os primeiros movimentos feministas e a música liderou em parte a libertação da mulher. Neste sentido, a música inglesa e os escândalos que protagonizou a Madonna foram altamente seguidos na imprensa cor-de-rosa, uma grande novidade para aquela altura. Os homossexuais também começaram a sair do armário lentamente durante esta década. Em 1980 registra-se a legalização das associações homossexuais e em 1981 um casal catalão de homossexuais apresentasse na justiça porque desejavam casar-se e não lhes era autorizado. Em 1979 decorrem as primeiras manifestações públicas de associações homossexuais. Mas o conhecimento da nova doença da SIDA parou dalguma maneira os progressos que se tinha realizado neste âmbito. Na Catalunha foram criadas várias campanhas de promoção para incentivar às pessoas a usar o preservativo. Além disso, houve polémicas com grande impacto como aquela protagonizada pelos anúncios da Benethoon onde se exponham doentes de SIDA caricaturados em forma de cristo. Os homossexuais terão de esperar até 1998 para que o parlamento catalão decida aprovar uma primeira Lei de união civil entre pessoas de mesmo sexo e muito mais recentemente, para que o parlamento catalão resolva aprovar uma Lei explícita contra a discriminação do coletivo; a primeira lei deste género a ser aprovada na Europa.

#### Os insubmissos
Os Objetores de consciência começaram a mobilizar-se nos anos 80 mas só conseguiram atingir os seus objetivos na Catalunha no 2000. O governo central espanhol não quiz dar liberdade e foi obrigatório servir as forças armadas durante muito tempo. Neste sentido a única vitória dos 80 foi a aprovação da Lei Regulatória de Objetores de Consciência e Prestação Social Substitutória. A nova Lei obrigava aqueles que não queriam entrar nas forças armadas a servir a sociedade com trabalhos comuntários. Esta lei continuou em vigor até o ano 2000 quando finalmente foi dada a liberdade de se apontar ao serviço militar. Destacam-se as diferentes mobilizações em frente do parlamento assim como o concerto de Amnistia Internacional do dia 10 de setembro de 1988 realizado em Barcelona. Foi um concerto em contra da guerra e em favor do fim da fome no mundo. Entra no bloco das lutas pela paz e progresso social. Porém, os chamados Insubmissos só conseguiram realmente um grande impulso nos anos 1990 na Catalunha.

#### ETA, Terra Lliure e GAL
A ETA foi uma organização armada basca que tinha nascido durante o franquismo para combater a ditadura e conseguir a independência do País Basco. Ela continuou a operar depois do fim da ditadura. Os atentados bomba que organizava foram uma das grandes preocupações do governo espanhol e basco. No início do século XXI a organização tem vindo a ficar muito fraca depois dos governos francês e português terem colaborado com o governo espanhol. Mas durante a década de 1980 foi um quebracabeças. Destacam-se o assassinato do socialista Enrique Casa em 1984, a tramitação do governo espanhol para ilegalizar em 21 de maio de 1984 o Herri Batasuna, mas sobretudo o início de negociações de paz proposto pelo governo socialista espanhol em 1984. Na Catalunha o grupo armado fez 55 mortes no total e no conjunto dos Países Catalães, matou 60 pessoas. A presença da ETA fez que nascesse o GAL (Grupo Armado de Libertação), pagado pelo estado espanhol. Eram agrupações armadas que praticaram o denominado terrorismo de Estado ou "guerra suja" contra o grupo terrorista ETA e o seu contorno. O atentado mais lembrado na Catalunha organizado pela ETA foi o do 19 de junho de 1987 quando a organização matou 9 pessoas num supermercado da companhia Hipercor em Barcelona. Paralelamente a ETA também nasceu na Catalunha nos anos 1980 um grupo armado marxista e por mimetismo a ETA e a IRA chamado Terra Lliure. Não teve tanta força como a ETA e por esse motivo deixou a luta armada em 1991. Foram levadas várias ações contra a organização. Destaca-se a morte do militante Toni Villaescusa. Terra Lliure tinha a sua própria revista, Alerta.

#### A Catalunha integra a União Europea

Bandeira da União Europeia

Portugal e Espanha (e por consequente, as nações catalã e basca) entraram na Comunidade Económica Europeia em 1986 depois de um longo processo que começa em 1979 quando finalmente Bruxelas resolve abrir as negociações. A entrada da Catalunha na comunidade Europeia foi motivo habitual de atualidade política na imprensa. Também foi o elemento que desprendeu o bico sem saída no que tinha ficado Andorra depois que as reformas feitas na década de 1980 não dessem resultado. Foi, por tanto, outro elemento mais que ajudou a autodeterminação de 1993. No caso da Catalunha foi um grande desafio, quer seja pela liberdade de circulação, quer seja pelas implicações económicas e sociais. A adesão foi possível com o Tratado de Adesão, o Ato de Adesão e o Ato Final.

#### Estado do bem-estar social
Politicamente e socialmente a década de 1980 foi de grande mudança. No início da década a Catalunha passou uma fase relativamente difícil. Havia muito desemprego e o governo de Jordi Pujol teve de lutar para encontrar saída a tanta gente. Havia por volta de 70% de desemprego juvenil. Além disso, o banco Banca Catalana deu falida. Mas com a recuperação a economia começou a crescer outra vez, dando a possibilidade de incorporar o modelo de estado do bem-estar progressivamente. O modelo de estado do bem-estar social foi importado através de novas Leis e políticas progressistas que marcaram a década. O governo de Jordi Pujol ajudou na reconstrução económica com infraestruturas estatais. O capital estrangeiro ajudou grandemente, sobretudo depois da adesão à CEE. Embora o modelo de Estado de bem-estar social catalão seja considerado mediterrâneo, ou seja, pouco desenvolvido devido ou facto de ter chegado mais tarde de que nos países do norte da Europa, ele constituiu uma grande melhoria para as condições sociais da população catalã. Mesmo assim os anos 80 estão marcados pelo absentismo dos votantes. De forma geral só ia votar o 40% da população. Um fenómeno que foi explicado pela sensação de que as grandes decisões eram tomadas por Madrid e não pelo governo catalão ou/e devido ao facto da política não ter grande impacto ou interesse na população. Neste sentido, o governo catalão batalhou para conseguir ser respeitado nas suas competências e conseguir, ao mesmo tempo, mais competências para governar a Catalunha. O sistema de financiamento catalão foi objeto de críticas e notícias constantes na imprensa. O governo de Jordi Pujol, assim como o eleitorado, esperava ter uma autonomia mais grande em todos os âmbitos. Mas essa não era sempre a atitude do governo espanhol e durante dos anos 1980 os dois governos batalham. Isto levou, por tanto, a uma sensação que o Estatuto não era suficiente, traduzindo-se nas urnas pela ausência de votantes.

### A década dos 1990

#### Um olhar geral
A década de 1990 foi de grande impulso para os Castellers, prática cultural tradicional dos Países Catalães que consiste em fazer construções humanas que se assemelham a castelos (em catalão, castells). Tem origem no século XIX, mas durante o final do século XX foi revigorizada outra vez depois de ser proibida pelo franquismo que preferia exaltar a tourada. Também foram os anos da introdução da televisão de pagamento, do euro como moeda única e de grande expectação na imprensa castelhana pelos casamentos reais. Neste sentido, a atualidade catalã esteve marcada pela morte da princesa de Gales, Lady Di e dos acidentes dos Kenedy. No que diz respeito à política social, os governos empreenderam a luta contra a violência de gênero, contra o tabaquismo (Andorra viu-se num grande problema devido ao contrabando) e entrou no debate público a eutanásia com grande força depois de assistir em direto à morte de Ramon Sanpedro Camean. Também esteve no centro dos olhares a Lei catalã de concubinagem que permitiu a união civil entre pessoas de mesmo sexo na Catalunha. No que religião diz respeito, o papa João Paulo II teve grande protagonismo pelo seu papel na queda do comunismo soviético.

#### Os Jogos Olímpicos de Barcelona de 1992

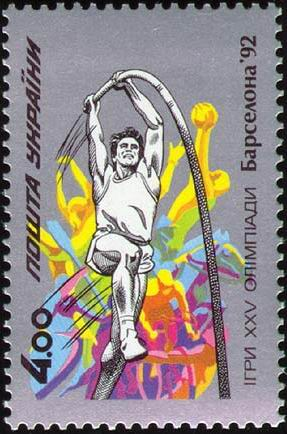
Celo ucraniano comemorativo dos Jogos Olímpicos de 1992.

Os Jogos Olímpicos de Barcelona de 1992 são o evento mais relembrado sem dúvida na Catalunha. Participaram 169 países sem nenhum tipo de boicote, algo totalmente inabitual naquela altura desde os Jogos Olímpicos de 1972.  A queda do muro de Berlim e o final da apartheid permitiram uma situação diferente que vem explicar esta falta de boicote. Foram os últimos Jogos Olímpicos onde as nações do bloque soviético participaram sob uma única bandeira. O evento teve grande apoio institucional, tanto do governo catalão como do governo espanhol. Os jogos contaram com cerca de 60.000 voluntários e tiveram um impacto económico de 7.000 milhões de euros. A cerimónia inicial é particularmente apreciada devido à participação da soprano Montserrat Caballé que cantou junto de Freddie Mercury a canção “Barcelona”. A Fura dels Baus, uma companhia catalã de teatro, foi a responsável da parte mais visual e o grupo Los Manolos os responsáveis da parte mais musical. A sua canção “Amics per sempre” cantada em catalão, espanhol e inglês, foi número um nas tabelas catalãs e espanholas.

#### Ecologia e mudança do clima
Os anos 1990 aparecem como a década na que a população começa a preocupar-se por primeira vez da mudança do clima. O debate está só nos inícios e aborda-se a informação. Não há ação. Existem notícias de tímidas alterações no comportamento da população. Por exemplo, no caso do projeto de cemitério de resíduos especiais em Cardona (no Bages, Catalunha). O governo catalão pretendia construir uma plataforma que acolhesse 160.000 tonas de resíduos aproveitando a capacidade das minas da zona que podiam acolher até quatro milhões de metros cúbicos de lixo. O projeto não foi aceite pela população da zona e isto provocou reações contrárias e polémica nos meios de comunicação catalães. Ao mesmo tempo, no ano 1997, o Tribunal Supremo condena o catalão Josep Puigneró Sagatall, de 66 anos, a pagar 7,5 milhões de pesetas por ser responsável de delito meio ambiental. Não depurou as águas rediduais da sua empresa, provocando a contaminação de rios e graves danos nos aquíferos da zona de Sant Bartolomeu del Grau.

#### Derrotas eleitorais
A nova década dos noventa trouxe a derrota dos partidos da transição que tinham ganhado as eleições anos detrás de anos, sem deixar quase lugar nenhum à oposição. A derrota do partido de Felipe González na Espanha e do partido de centro-direita na Catalunha, Convergència Democràtica de Catalunya, explica-se pelo deterioro da imagem uma vez que diferentes casos de corrupção foram descobertos.
O primeiro mais mediático deles é o caso Roldán. Ex-diretor geral da polícia espanhola, Luís Roldán trabalhava como gestor e foi subido a delegado do governo de Navarra onde conseguiu desativar a cúpula da ETA. Graças a isso conseguiu fama de bom político, além de ser visto como pessoa eficaz e corajosa. Mas no dia 29 de abril de 1994, o jornal espanhol Diario 16, publica que “o património de Roldan aumentou a 400 milhões desde que foi nomeado como chefe da Guárdia Civil”. A Guardia Civil é o nome da polícia espanhola e governo espanhol tinha designado Roldan como o seu diretor. A sua missão era modernizar a polícia. Mas em lugar disso, o jornal descobriu que tinha usado do seu posto para acrescentar o seu património através de comissões ilegais. Descoberto, resolve fugir e montar um regresso teatral para evitar pena de prisão. O partido do governo está implicado no caso.
A seguir a ele, os tribunais descobrem até dez casos mais de corrupção que envolvem todos os partidos políticos. Em 1991 o caso Filesa, por financiamento ilegal do partido socialista, em 1992 no caso Ollero, por comissões ilegais recebidas através de obras públicas na Andalusia, em 1993 no caso Juan Guerra, por fraude fiscal e tráfico de influências do irmão do vice-presidente do governo espanhol, em 1994 caso Pallerols, por financiamento ilegal do partido catalão de Jordi Pujol, em 1994 pelo caso Trabalho, por malversação de fundos públicos, em 1994 no caso Ibercorp, por presunto fraude fiscal, em 1995 no caso Túnel de Sóller por suborno na contratação de obras públicas,... A tudo isto acrescenta-se os assassinatos organizados pelo GAL, financiado ou ajudado de alguma forma pelo governo. Em 1994 os partidos de Felipe González e de Jordi Pujol estão em horas baixas. Ainda assim, Jordi Pujol aguenta até 2003 sem grandes escándalos, mas na Espanha o Partido Popular consegue a presidência.
Fidel Masreal, jornalista e especialista nos casos de corrupção catalães, bascos e espanhóis, explica esta situação pela necessidade dos partidos políticos espanhóis, catalães e bascos de procurar financiamento para as suas campanhas eleitorais. A partir deste ponto, os partidos criaram um triângulo de interesses entre instituições públicas e empresas. O esquema consiste em chegar a governar para iniciar obras públicas. Estas são realizadas por empresas próximas ao poder e que pagam comissões não declaradas, mas sim depositadas em bancos situados em paraísos fiscais, nomeadamente Andorra.
Descobertos, os partidos políticos começaram a usar as instituições públicas para se blindarem de novos escândalos. Para isso a justiça foi posta ao serviço dos governos e as leis de transparência foram retardaras ou aprovadas com artículos vagos. Este mecanismo serviu para fazer crescer as construções urbanísticas, traduzindo-se numa borbulha imobiliária que estalou finalmente em 2008 junto da crise das Subprimes.
O resultado final deu vitória ao Partido Popular, antigo partido franquista reconvertido, com José María Aznar em cabeça. Este continuou com a especulação imobiliária e alimentou com o presidente dos Estados Unidos as guerras no Afganistão e no Iraque dos anos 2000. Descreditado, perde as eleições no 14 de março de 2004 e com a recessão económica do 2008 o partido é apontado pela imprensa por corrupção praticada nos 1990.

#### A trégua da ETA
Em 1998 o grupo armado ETA anuncia uma trégua indefinida no início do ano no momento menos esperado. Efetivamente logo no começo do novo ano o grupo já tinha matado uns quantos membros do partido político Partido Popular. Os assassinatos ocorridos durante a década anterior e dos 90 não deixavam esperar tal situação. A situação foi altamente tensa. E mesmo assim a ETA propôs uma trégua indefinida que permitiu um avanço do independentismo nas eleições bascas. Mas nos primeiros meses de 1999 novas mortes orquestradas pela ETA puseram fim às esperanças depositadas numa paz definitiva no País Basco. Com certa distância, os anos 1990 foram mortíferos, mas também foram o início do declive da organização armada. A colaboração da polícia portuguesa e francesa, mais a presença de mediadores internacionais fez que as atividades do grupo começassem a cessar até que finalmente nos anos 2000 e 2010 o grupo declarou o fim definitivo da luta armada. Além disso, é necessário destacar o papel do vice-presidente catalão, Josep-Lluís Carod-Rovira, que em 2006 reuniu-se com a ETA para os convencer de optar pela via política e abandonar a violência. Na altura a entrevista do vice-presidente foi altamente questionada, mas, dalguma forma, teve os seus efeitos. Tanto que no ano 2011 o antigo presidente da Catalunha, Jordi Pujol, declarou numa entrevista radiofónica que estava contente do início do processo de paz no País Basco, acrescentando que "tudo o que acabe com a ETA é bom".

#### Queda do Muro de Berlim, oportunidades de futuro
No dia 8 de dezembro de 1994 Tsering Gyantsó, 14º Dail-Lama do budismo e chefe de Estado tibetano no exílio, chega a Barcelona para dirigir a celebração da “iniciação da Kalachakra”. Acolhido no estádio de Montjuïc, são vários os catalães e celebridades que se deslocam para conhecê-lo. Paralelamente e no mesmo ano, o Partido do Quebec, liderado por Jacques Parizeau, ganha com maioria absoluta e prevê um referendo de autodeterminação. A chamada Revolução dos Sorrisos está a caminho. O muro de Berlim, por outra parte, já caiu e as independências das ex-repúblicas soviéticas já são uma realidade. Contudo, a situação política é vivida com certa simpatia na Catalunha e no País Basco. Tendo uma parte importante da população desejosa de ver autodeterminada a sua nação, os eventos são seguidos com um interesse particular. Tanto que um dos territórios dos Países Catalães, Andorra, conseguiu a independência em 1993. O governo espanhol não quer reconhecer a independência do Kossovo para evitar precedentes que venham dar ar ao independentismo catalão e basco. Os governos catalã, basco e galego não duvidam e reconhecem imediatamente a independência kossovar.

#### De caminho ao novo Estatuto
A entrada da democracia na Espanha foi feita sem ter em consideração as nações catalã e basca. Prova disso os Estatutos de autonomia da Catalunha e País Basco que definem estas nações como regiões. Neste sentido as línguas catalã e basca são consideradas como co-oficiais, tendo o castelhano uma posição superior ao resto de línguas do estado espanhol. Por estes motivos, e para atender as reivindicações históricas de autodeterminação do povo catalão e basco, é que os governos catalã e basco apresentam ao governo espanhol novos Estatutos. Estes novos contratos com o estado espanhol pretendiam reconhecer as nações catalã e bascas como tais, além de defender a cultura e línguas respeitivas. No caso basco a proposta do novo Estatuto, o Plano Ibarretxe, pretendia que o estado espanhol reconhecesse o direito a autodeterminação do povo basco, o direito à nacionalidade basca com plena validez política, jurídica e administrativa, um poder judicial próprio, mais autogoverno e presença nacional basca no exterior. Estas reivindicações, inscritas no novo Estatuto, foram votadas e aceitadas pelo povo basco através de referendo no ano 2004. Mas o parlamento espanhol não aceitou e resolveu a situação cedindo mais autonomia fiscal ao País Basco. No caso catalão, era reivindicada mais autonomia para o governo catalão, reconhecimento da Catalunha como nação e garantir à língua catalã o estatuto de língua vehicular. Neste caso, o governo espanhol de Rodríguez Zapatero prometeu que "vou apioar a reforma do Estatuto que aprovar o Parlamento catalão". O novo estatuto, que concebe a Catalunha como uma nação, é aprovado pelo povo catalão através de referendo. O Partido Popular, chefiado por Mariano Rajoy, manda do texto para o Tribunal Constitucional espanhol que altera 50% do conteúdo. A negativa de reconhecer a Catalunha como nação é o ponto de partida do processo que leva a Catalunha à independência.

## S. XXI

### Processo de independência
O processo que levou à Independência da Catalunha esteve marcado por grandes manifestações de milhões de cidadãos nas ruas de Barcelona a reclamar "independência". Durante cerca de cinco anos a capital catalã acolheu manifestações com o lema "somos uma nação", "temos o direito a decidir". Foi justamente por volta das palavras "nação" e "direito a decidir" que rodou o processo de independência da Catalunha.
O governo espanhol e partidos políticos espanhóis rejeitaram o conceito de nação para se referir à Catalunha. Mariano Rajoy, presidente da Espanha, partiu do princípio de que a questão catalã é um assunto interno espanhol e encorajou presidentes doutros países a se referir da mesma maneira sobre a Catalunha. Cerca de 20 países foram interpelados pela independência da Catalunha e pelo menos 800 jornalistas de todo o mundo se deslocaram para informar das manifestações em Barcelona. O secretário-geral da ONU, Ban Ki-moon, opinou que "todas as questões pendentes entre países e dentro de países devem ser sempre resolvidas através de meios pacíficos e com diálogo, respeitando as aspirações genuínas dos povos" quando foi perguntado pela independência da Catalunha e da Escócia numa visita que fez no ano 2013 ao parlamento andorrano. As sucessivas demonstrações nas ruas e nas urnas manifestam que o povo catalão se sente Nação.
Mariano Rajoy quis impedir através dos tribunais qualquer tipo de referendo de autodeterminação. Partiu da consideração que não se podia perguntar aos catalães sobre o seu futuro político porque a Constituição espanhola não permite tal consulta. Esta estratégia veleu-lhe críticas. David Cameron, primeiro-ministro britânico, declarou que ele "poderia ter proibido o referendo mais preferi deixar falar os escoceses". O presidente espanhol passou de afirmar que o referendo de autodeterminação não era democrático a declarar que era um "fraude democrático".
O processo de independência transformou-se num exemplo para outras nações sem Estado. Foi o caso do Curdistão que foi consultado pelo seu futuro político num referendo convocado nos mesmos ítens catalães. Massoud Barzani, presidente do Curdistão iraquiano, chegou a declarar que "o Curdistão tem direito a desenhar o seu futuro, do mesmo modo que a Escócia, Catalunha e Quebec”. Cerca de 80% dos catalães era favorável a ser consultados sobre a autodeterminação.

### A Catalunha durante a Guerra ao Terror
As consequências da Guerra ao Terror desencadeada pelos Estados Unidos também se deixaram notar na Catalunha. Em 2004, dois milhões de catalães saíram à rua para manifestar o seu repúdio à Guerra do Iraque. Por outro lado, o site WikiLeaks apontou a Catalunha como “o maior centro mediterrânico de atividade de radicais islamistas”, sendo detidos em 2016 cerca de 50 jihadistas em território catalão. A capital catalã, Barcelona, foi atacada pela primeira vez pelo terrorismo islâmico a 17 de agosto de 2017. Nesse dia, um homem (mais tarde revelado como sendo o marroquino Driss Oukabir) ao comando de uma carrinha atropelou propositalmente vários peões na Rambla, matando 16 pessoas e ferindo pelo menos outra centena. A responsabilidade foi atribuída ao autoproclamado Estado Islâmico do Iraque e do Levante. Na noite anterior, uma explosão ocorrida na cidade catalã de Alcanar, que destruiu uma casa e matou uma mulher, foi também relacionada com o incidente de acordo com o chefe da polícia catalã, Josep Lluís Trapero. Nove horas após o ataque, ocorre um tiroteio em Cambrils, no qual falecem cinco pessoas suspeitas de planearem um ataque terrorista coordenado. 34 nacionalidades encontram-se entre as vítimas dos atentados. Mohammed Houli Chemlal, um dos detidos pelos atentados, confessou mais tarde à Justiça que os autores destes atentados preparavam bombas para as fazer detonar em monumentos de Barcelona, nomeadamente a Sagrada Família. Said Aalla, um dos terroristas morto pela polícia, deixou escrito um estamento a sua família onde pedia desculpas à família e se qualificava a ele próprio como mujahidino.
Os atentados foram condenados pelo povo catalão, que quis expressar o seu repúdio através de concentrações e manifestações em Barcelona que concentraram cerca de meio milhão de pessoas. Sob o lema “No tinc por” (”Não tenho medo” em catalão), a manifestação principal foi encabeçada por representantes de associações policiais, de bombeiros, médicos, taxistas, comerciantes e moradores que abriram suas portas às vítimas, e contando com a presença excepcional do rei de Espanha, Filipe VI. A marcha foi alvo de críticas pela presença de estreladas, enquanto que outros setores denunciaram a “hipocrisia” pela sua participação ao mesmo tempo que se envolve no comércio de armas a vários países, entre eles a Arábia Saudita, acusada de vínculos com o islamismo radical. Os manifestantes, convocados por organizações separatistas para protestar simultaneamente na marcha contra o terrorismo, tiveram como lema “As vossas políticas, as nossas mortes!”.
Estes acontecimentos levaram o governo catalão a por em marcha planos de formação para os docentes catalães de forma a evitar possíveis radicalizações de alunos no futuro.